# キノコ

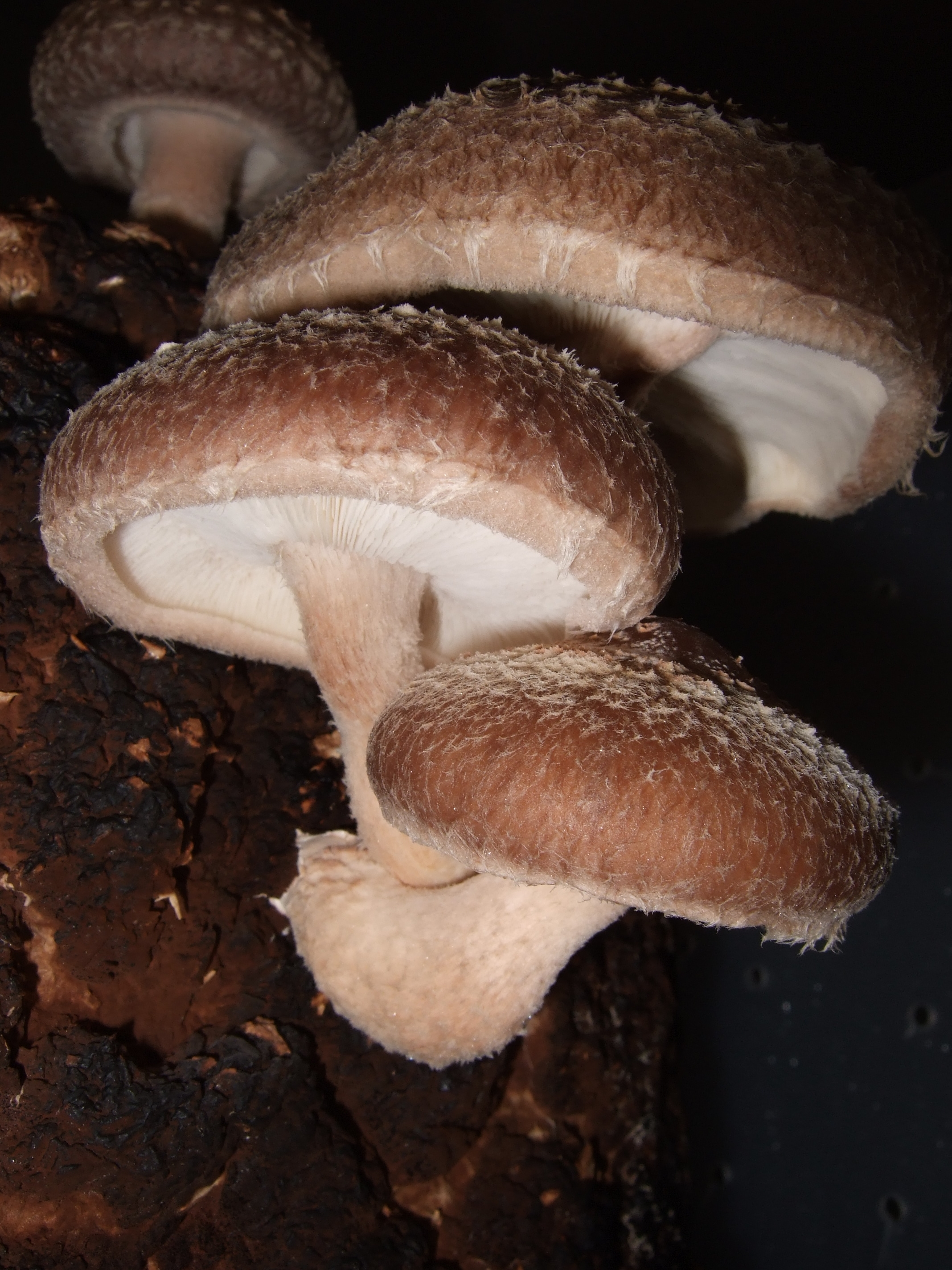
野生のシイタケ

キノコ（茸、菌、蕈、英: Mushroom）は、比較的大型の（しばしば突起した）菌類が、胞子整形のために作り出す複雑な構造（子実体）、あるいは担子器果そのものをいう俗称。ここでいう「大型」に明確な基準はないが、肉眼で確認できる程度の大きさのものをキノコと呼ぶ場合が多い。語源的には、「木+の+子」と分析できる。

## 解説
しばしば、キノコという言葉は特定の菌類の総称として扱われるが、本来は上述の通り胞子を作って繁殖するための菌糸が集まった構造物であり、菌類の分類のことではない。子実体を作らない菌類はカビとよばれる。キノコは目に見える程度の大きさになり、担子菌門 Basidiomycota あるいは子嚢菌門 Ascomycota に属するものが多い。分類学的には植物とは明確に異なり、生活のために必要な栄養分は体外から吸収しなければならず、むしろ動物のほうが近い関係にある生物である。
人とキノコの関わりは古く、紀元前の古代ギリシャの時代からキノコに関する記録が残されており、一部のキノコは食用や精神・宗教的な儀式などにも利用されるが、中には強い毒性を持つ種もある。日本では既知の約2500種と2、3倍程度の未知種があるとされ、そのうちよく知られた毒キノコは約200種で、20種ほどは中毒者が多かったり死に至る猛毒がある。また、日本では約300種が食用にされ、うち十数種が人為的にキノコ栽培されている。

## 名称
キノコは古名で「くさびら」や「たけ」とよばれていた。そこに日本語のキノコを表す漢字として、「茸」「菌」「蕈」の字が当てられている。現在、いずれも訓読みは「きのこ」・「たけ」である。古来「菌」といえば「きのこ」のことを指していたが、歴史的に顕微鏡が発明されて以後に菌糸が発見され、キノコがカビなどと同じ生物だということがわかったことから、それらと一緒に「菌類」とよばれるようになった。
キノコの和名には、「松茸（マツタケ）」や「椎茸（シイタケ）」など名称に「タケ」とつくものが多い。「榎茸（エノキタケ）」や「天狗茸（テングタケ）」のように、通称では「ダケ」と濁って表記されるものもある。「榎茸」について言えば、下記の出典では「エノキダケ」を読み仮名としている。
- 「NHK日本語発音アクセント新辞典」（2016年）
- 「三省堂現代新国語辞典第6版」（2019年）
- 「新明解国語辞典第8版」（2020年）
- 「明鏡国語辞典第3版」（2021年）

和名には日本全国共通の標準和名と、特定の地方でのみ用いられる地方名（方言名）や俗称がある。キノコの地方名でよく言われる「モタシ」は、「持たせる」という意味もあり、「持たせる」を名詞化した「持たせ」（贈り物、手土産の意味）からきたものと考えられている。また、石川県ではキノコのことを「コケ」と呼ぶ習慣がある。
キノコの学名に関する規定については、国際藻類・菌類・植物命名規約（旧・国際植物命名規約）が適用されている。キノコの和名は日本でしか通用しないが、学名は万国共通の名称として用いられ、細かな決まりごとはいくつもあるが、基本は属名 + 種小名の二つのラテン語の単語が組み合わされて表わされる。属名は大文字で書き始め、種小名は小文字で書き始める。欧米では学名の判別をしやすいように、イタリック体（斜体）で書かれるが、日本語の文中ではすぐに判別できるのでイタリック体で書かれないこともある。新種として学名をつけられたキノコが、実はすでに正式に報告されたキノコと同一種であることが明らかになった場合、先に正式に採用された学名に先名権があるため、後に発表した学名はそのシノニム（同物異名）となる。学名には単に「名称」としての側面の他に、学名の提案者が分類学的にどのように考えたかについて見解を表明するという側面があり、新種として認定して新学名を与えても、別の研究者が見解の相違から既知種と同一として取り扱い、既知種の学名のシノニムにしてしまうこともある。

## 生物としてのキノコ

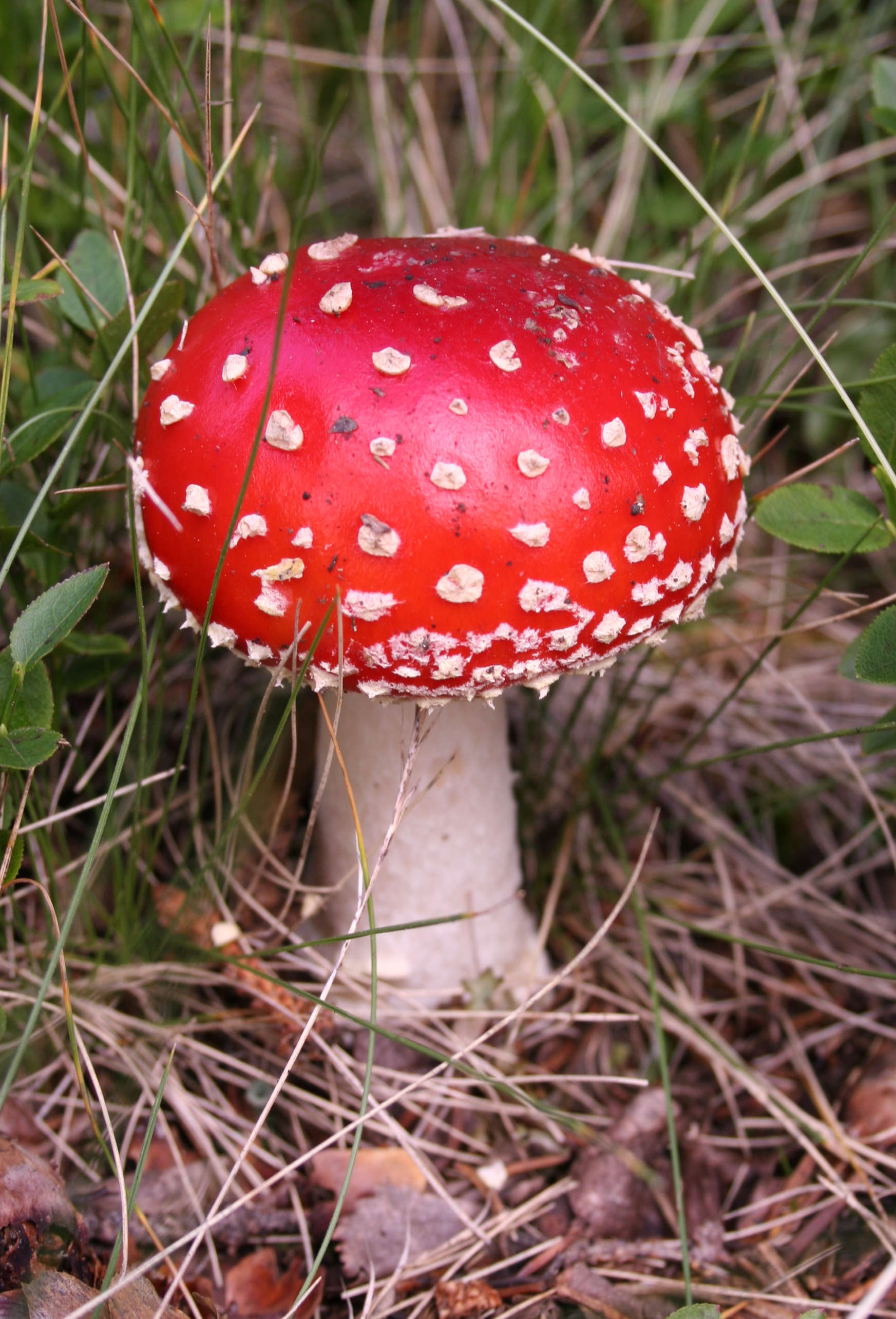
若いベニテングタケ

キノコの本体（実体）は、カビや酵母と共に菌類という生物群に含まれる。かつては隠花植物として扱われ、下等な植物のグループとして扱われたこともあったが、DNA解析など研究が進むにつれ、キノコを含む菌類は植物よりも動物に近い生物群であることが明らかになっている。菌糸と呼ばれる管状の細胞列で、体外に分泌する酵素で有機物を分解吸収することで生長し、子実体で胞子を作り繁殖を繰り返す。
日本菌学会の『菌類の事典』では、子実体、あるいは担子器果がいわゆるキノコであり、有性生殖器官を作る菌糸組織構造物であり、菌などの分類群を指す名称ではないと説明される。つまり菌類としてのキノコは、落ち葉や木材などの中に広がり酵素で分解して栄養を吸収している細い糸状の菌糸の塊（菌糸体）が生物としての本来の姿で、子孫を作って繁殖するための生殖器官として目に見える形となって発生した菌糸の集合体がキノコであり、生物学の専門用語ではこれを子実体と呼んでいる。また、このような肉眼で見える程度の子実体を形成する菌類をキノコ類と称している。キノコは一時的に発生し、子実体で胞子を作って散布すると消えてなくなるが、菌糸体はずっと残って生きている。菌糸体の中にはキノコをつくらない菌類もあり、それらは総称してカビと呼んでいる。
キノコ（子実体）は種類によってさまざまな形があり、胞子の作り方や胞子を拡散する方法も異なる。目に見える大きさになる子実体を持つ菌は、菌界（Fungi）の中の担子菌門（Basidiomycota）か子嚢菌門（Ascomycota）の一部に属するものが多い。キノコは胞子で増えるが、担子菌類のキノコ（シイタケ、キクラゲ、ホコリタケ、ホウキタケなど）は、多細胞の菌糸からなり、多数の担子胞子をヒダなどの中に作り有性生殖する菌で、担子器の担子柄とよばれる通常4本の突起の先に担子胞子が作られる。一方、子囊菌類のキノコ（チャワンタケ、アミガサタケ、トリュフなど）では、多種多様の胞子を生じ、子囊とよばれる袋の中で通常8個の子囊胞子が作られる。
キノコの種類によって栄養素を吸収する生活様式の違いから、「腐生性」「共生性」「寄生性」の3つに大別できる。腐生性のキノコには、木材を栄養源とする木材腐朽菌、落葉などを栄養源にする落葉分解菌、地中の腐食などを栄養源する腐食分解菌があり、これらはまとめて腐生菌とよばれ、木材などの森林の遺骸を一方的に栄養源にして生活する分解・還元者である。腐生菌は長く伸びた菌糸の先端付近から細胞外に消化酵素を分泌して、酵素によって分解された養分を細胞内に取り込んでいる。木材腐朽菌や落葉分解菌のなかでも、基材の白腐れを起こす白色腐朽菌は、植物の細胞壁を構成するセルロース類とリグニンの両方が分解され、赤腐れを起こす褐色腐朽菌は、セルロースだけが分解されてリグニンだけが残る。
共生性のキノコは菌根菌とよび、生きた樹木の根に菌根をつくり、キノコは樹木から光合成でつくられた栄養の一部を吸収し、反対に樹木はチッソやリンなどの無機養分や水分の吸収をキノコに助けてもらっている。寄生性のキノコは寄生菌とよび、生きている生物に寄生して一方的に栄養を奪い、最終的には殺してしまうもので、冬虫夏草のなかまである昆虫寄生菌、タケリタケなど別の菌類に寄生する菌寄生菌がこれに該当する。また動物の死体、排泄物、地下のハチの巣などの分解跡に生えるキノコもあり、これら一群を腐敗跡菌とよんでいる。
キノコを含め菌類は生態系のサイクルの「分解」や「共生」といった重要な役割を担当している。植物や藻類は、光合成によって無機物からデンプンなどの有機物を作る「生産者」、動物や菌類は、他の生物から栄養を得て生活する「消費者」に位置づけられるが、その中でキノコなどの菌類の多くは、落葉や枯れ木、動物の遺骸などを分解して、「生産者」が利用できるかたちに戻す手助けをする「分解者」でもある。キノコがあることで植物を構成するセルロースやリグニンなどは分解され、複雑構造のタンパク質は簡単な構造を持った物に変化し、再度植物の生長のために使われる。

### 生活環
- 担子菌門の一例。

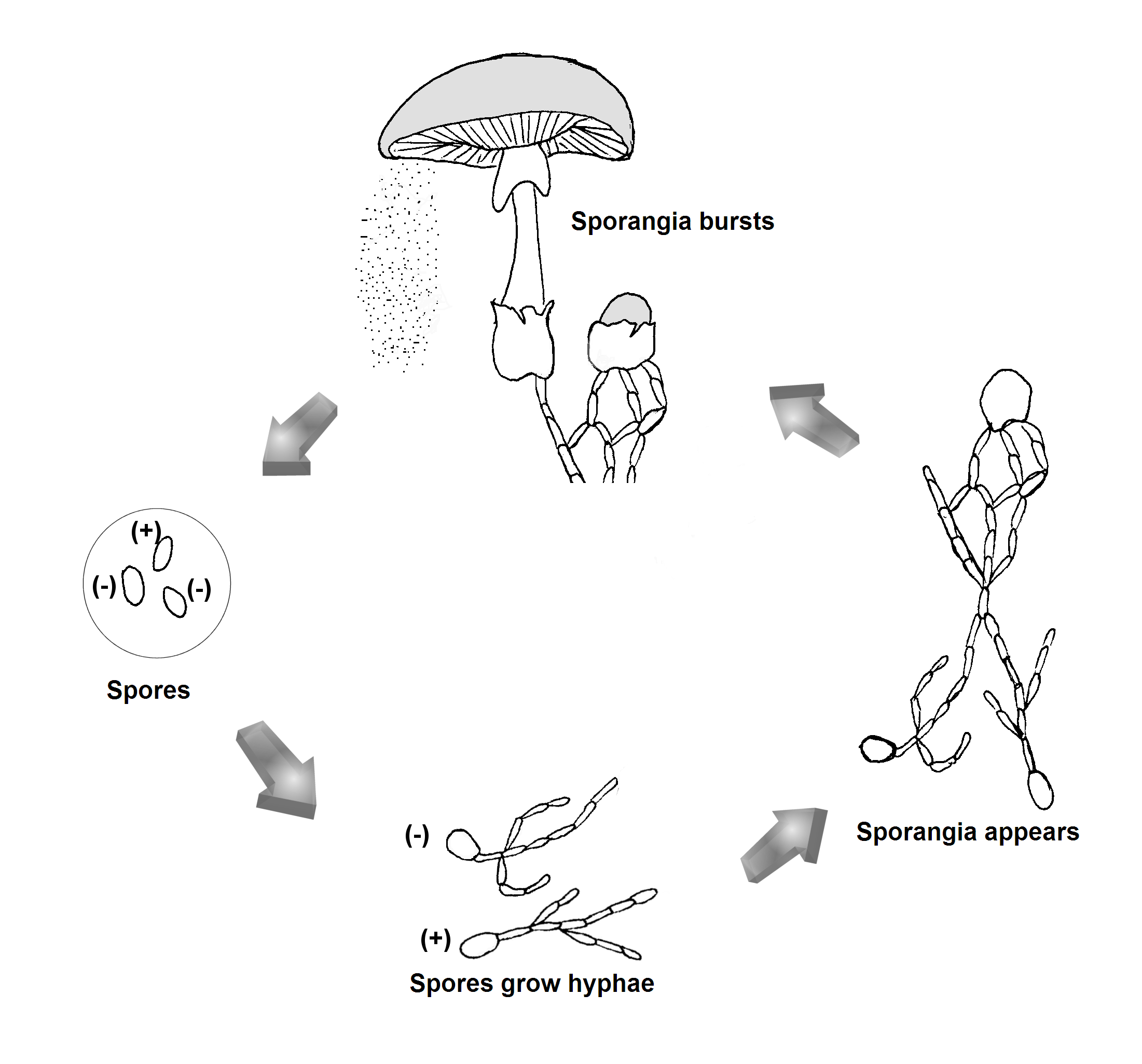
生活環の略図例

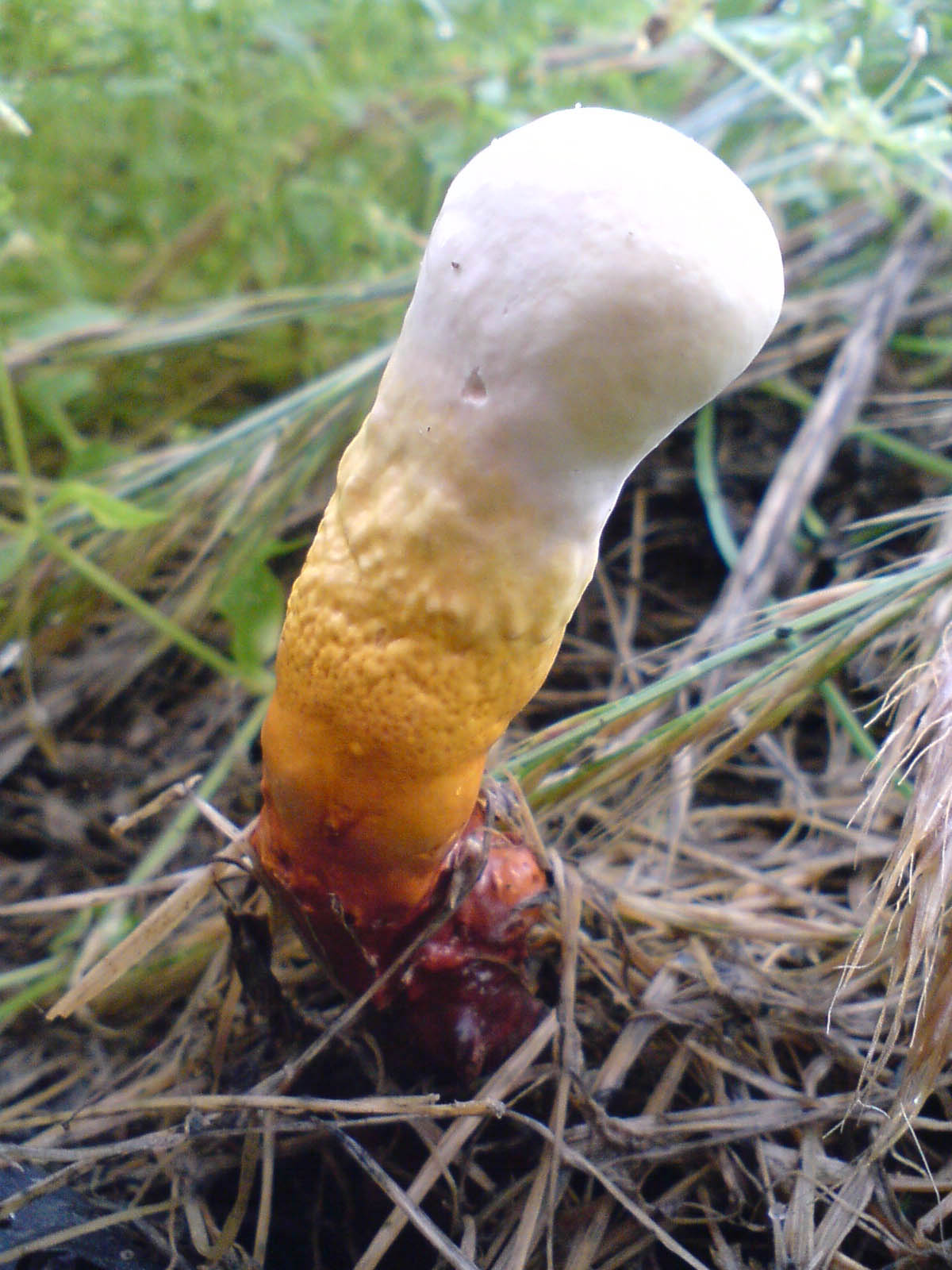
生長途中のマンネンタケ（霊芝）の子実体

1. ヒダ（子実層）に形成された担子胞子が、水の表面張力を利用して加速度をつけ、空気中に飛散される[16]。
2. 気流に乗って飛んだ胞子が、木材や落ち葉など栄養が得られる場所に付着。胞子が発芽し一核菌糸（単相菌糸：n）を成長させる。この菌糸は、一次菌糸ともよぶ[29]。
3. 交配可能な他の単相菌糸（一次菌糸）と遭遇すると融合し、細胞の中の核が2個以上になった重相菌糸（n+n）となる。この菌糸を二次菌糸ともよぶ[29]。
4. 二次菌糸になると活発な活動を行うようになり、植物やその遺骸から炭素源・窒素源・水分・無機物その他を得て菌糸を伸ばして成長し、コロニー（菌糸体）を作るようになる[29][17]。
5. 種ごとに異なる特定の条件のもとで、幼い子実体（原基、幼菌）を形成する。（原基形成）[17]
6. 子実体が生長して成菌になると、担子器を形成し、その内部で核の融合と減数分裂とが行われて担子胞子が形成される。

前述の通り、キノコの本体は菌糸というものであり、地中あるいは枯れ木や倒木の中で周囲の有機物を分解しつつ生長し、じわじわと勢力を伸ばしていく。そしてあるときにキノコ（子実体）をつくり、一般的には胞子を空中に散布して生息域を拡大している。
種にもよるが、胞子は一般にプラス（+）とマイナス（-）の2種の性があり、それぞれが発芽して菌糸となる。枝分かれしながら成長した2種類の菌糸は、やがて合体してさらに広がり、温度や湿度などの条件が揃うと、キノコという子実体を発生させる。ただし、生活環において二次的ホモタリズムを示す種では、担子胞子は発芽した時点でただちに重相菌糸（n+n）となり、他の菌糸と融合することなしに正常な子実体を形成する。さらに、単相菌糸と重相菌糸との間で交配を行うこと（ダイモン交配あるいはブラー現象と称される）によって遺伝的撹拌を行う菌もある。
また、周囲の環境条件などに応じて、有性生殖を行う世代（テレオモルフ Teleomorph）と無性生殖を行う世代（アナモルフ Anamorph）とを随時に形成する菌群も数多い。たとえば、食用菌としてなじみの深いヒラタケの近縁種であるオオヒラタケ（P. cystidiosus）のアナモルフは Antromycopsis 属に分類されており、通常の子実体の柄の基部に形成され分生子と呼ばれる無性胞子で繁殖する。また、クロハツなどの他のきのこの上に発生するヤグラタケ、あるいは木材腐朽菌として知られるマメザヤタケにおいては、一個の子実体がテレオモルフとアナモルフの両方の機能を有している。
なお、休眠体としての菌核（菌糸が密に合着した塊を指す：スクレロティウム）や、分生子の一種であるが厚い細胞壁を持ち、休眠体として機能する厚壁胞子なども、アナモルフとして扱われる。一種類の菌で、複数のタイプのアナモルフを有する場合は、そのおのおのを指してシンアナモルフ（Synanamorph）と呼び、また、テレオモルフとアナモルフとの両者を併せてホロモルフ（Holomorph）と称する。

### 生育場所

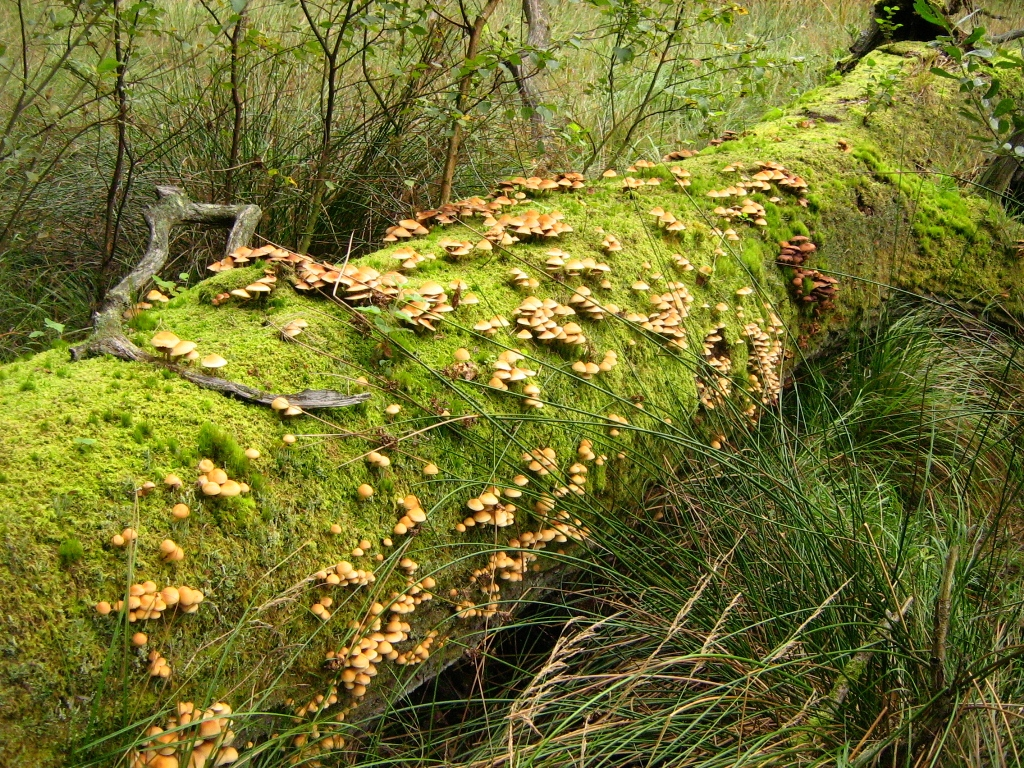
倒木に発生したキノコ

菌根によるネットワークの模式図。菌根菌は特定の樹木と共生することが多い。

キノコの多くは植物やその遺骸を基質としているが、中には動物の糞などの排泄物や死骸を基質とするものや、他種のキノコを基質にするものもある。また、植物の根と菌根と呼ばれる器官を形成して共生し、植物から同化産物を供給されて成育するものもある。通常目にするキノコの多くは地上に発生しているが、トリュフのように完全に地下に埋没した状態で発生するものもある。地域としては森林や草原に発生するキノコが多く、特定の樹木との関係を好むものがあり、中にはあまり相手を選ばないものもいる。菌根菌の場合、マツ科、ブナ科、カバノキ科など特定の樹木と共生することが多い。キノコが生える代表的な森林としては、シイ・カシ林、ブナ林、マツ林、コナラの雑木林（里山）、カラマツ林、カンバ林、モミ・ツガ林がある。特にテングタケ科やイグチ科は、外生菌根菌という生活様式をもち、マツやブナの仲間の根に菌糸を伸ばし外生菌根という組織を作り、ここで栄養のやり取りをして共生している。そのため、外生菌根菌の分布を見ると地域限定的なものが多く、共存する相手の植物の分布域に沿って生育している。一方、腐生菌の場合では植物との密接な関係は少なく、植生にはそれほどこだわらずに、気流に乗って適地に着地した胞子から菌糸を伸ばしてコロニーを作る。
里山は発生するキノコの種類も豊富で、雑木林などコナラを中心にアカマツが混じる場所で発生する。ホンシメジ、タマゴタケ、アカヤマドリ、ショウゲンジ、ベニタケ、チチタケなど数多くの共生性キノコが発生する。枯れたナラ類にはカエンタケも発生する。ほとんどのキノコは、林奥よりも落ち葉が堆積していない林周辺部のほうが発生しやすい。人家近くの公園、街路樹、畑地、道端、竹林、庭地などでも樹木があればキノコは大抵生える。ハルシメジのようにウメやサクラ、リンゴなどバラ科の樹下に生えるものもある。針葉樹の樹皮やウッドチップが敷かれた場所、植木鉢などには腐生性のキノコが生えやすい。ハタケシメジは道路脇、民家の裏庭や軒下にも生える身近な存在である。
広葉樹林では、ブナ科の常緑広葉樹林であるシイ・カシ林が数多くの菌根菌と外生菌根を作るが、ウラベニホテイシメジのようにコナラ・ミズナラ類と共通する共生性キノコも多い。シイ・カシの倒木からはシイタケ、シイの地際部にはカンゾウタケのような腐生性キノコの種類もよく生える。冷温帯の落葉広葉樹林であるブナ・ミズナラ林はブナ属と共生する外生菌根菌を持つが、コナラ属の外生菌根菌もブナ林に混じっている。ブナ林に生えるキノコの種類は豊富で里山と共通するキノコも多く発生し、食用キノコのマイタケ、ナメコ、ムキタケや毒キノコのツキヨタケなどブナ林独自の木材腐生菌も多く見られる。シラカバなどのカンバ林も、ベニテングタケやヤマイグチなど特有のキノコが発生する。
針葉樹林は大型のキノコが発生しやすく、モミ・ツガ林にはショウゲンジやモミタケなど多くの外生菌根菌が、カラマツ林には菌根菌のハナイグチや木材腐朽菌のハナビラタケなどが発生する。アカマツ林にはマツタケが、海岸近くのクロマツ林も、乾燥状況などの環境により発生するかしないかの差は激しいが、ショウロなどが発生する。両マツ林に共通する菌根菌には、アミタケ、ハツタケなどがあり、マツが植えられた公園などにも発生する。亜高山帯の針葉樹林ではヤマドリタケ、ドクヤマドリなどが生える。ハイマツ林ではイグチ類やフウセンタケの仲間などが生える。一方、スギの植林地ではこれらの共生性のキノコは生えず、スギの倒木や枝からスギヒラタケなど腐生性キノコが発生する。
地面に発生するキノコは、樹木と共生関係にある菌根菌が生えることが多い。腐生菌の中でも、地中の埋もれ木から材を分解して栄養を吸収する木材腐朽菌や、落ち葉を分解する落葉分解菌が地上に生える。落ち葉が堆積しているところでは、落ち葉に埋もれるように生えていることもある。切り株、倒木、枯れ木に生えるキノコは、材を分解する木材腐朽菌が生える。
一般にキノコは日陰や湿ったところに生えると言われるが、実際には林床のササなどの下生えが少なくて風通しが良く、適度に開けたゆるやかな斜面など、明るい林を菌根菌が好む。沢沿いは、適度な湿り気が保たれるため腐生菌がよく生える。キノコの種類にもよるが、一般に笹藪や下草が生えすぎた場所、過度に湿度が高い場所、あまりに暗い場所などにはキノコはあまり発生しない。
イギリスの研究機関によれば、近50年間の野生キノコの発生状況をデータ化して調査した結果、野外でキノコが見られる期間が長くなっていること、年発生回数も1回から春・秋の2回に変わってきていることを明らかにしている。またオランダでは、20世紀前半と後半を比較したキノコの発生量データによると、ナラタケなどの木材腐朽菌の発生量はほとんど変化がないのに対して、アンズタケなどの外生菌根菌の発生量が激減していることが明らかとなっている。ともに地球環境の変化によるものと考えられており、イギリスの例では地球温暖化の影響、オランダの例では酸性雨により土壌中の外生菌根が大量死したものと推測されており、開発などの人為的な影響がキノコの生育場所にも影響を及ぼしている。

#### キノコと雷
落雷した場所に、きのこがたくさん生育するという話は、古代ギリシアの哲学者、プルタルコスが『食卓歓談集』（岩波文庫など）に記すほどの経験則である。これを説明する仮説としては、電流によって菌糸が傷ついた箇所から子実体が成長するという説、電気刺激によって何らかの酵素の活性が増大するという説、落雷の高電圧により窒素が固定（窒素固定）され、菌糸の養分となる亜硝酸塩等の窒素化合物が生成されるとする説などがある。
日本工業大学教授の平栗健史は「雷が落ちたときの音の衝撃波が菌糸に刺激を与えている」という仮説を立て、近い115デシベルの音をシイタケにあてる実験を行ったところ、落雷と同様に発芽から収穫までの期間が短縮され収穫量が倍増するという結果を得ている。

### 生え方
キノコは種類によって生え方にも特徴があり、環状、直線状、あるいはかたまって生える性質がある。ある場所に一つないし二つぐらい単独で生えることを「単生」という。同じような場所にまばらに生えていることを「散生」という。
エノキタケのように一つの株にいくつも分かれて生えるものは「束生」といい、ムキタケやクリタケのように一箇所に群をなして生えるものを「群生」という。群生するものでも、樹木の幹に傘を密着させて生育するキノコ（木材腐朽菌）で、傘が重なり合うように生えるものを「重生」といい、カワラタケ、ツキヨタケなどがこれにあたる。また、同一種のキノコが、地上に輪状や一直線状に並んで発生する姿を「菌輪」といい、マツタケやムラサキシメジなどがこれにあたり、輪の大きさは年を追うごとに広がっていく。

### 形態と構造

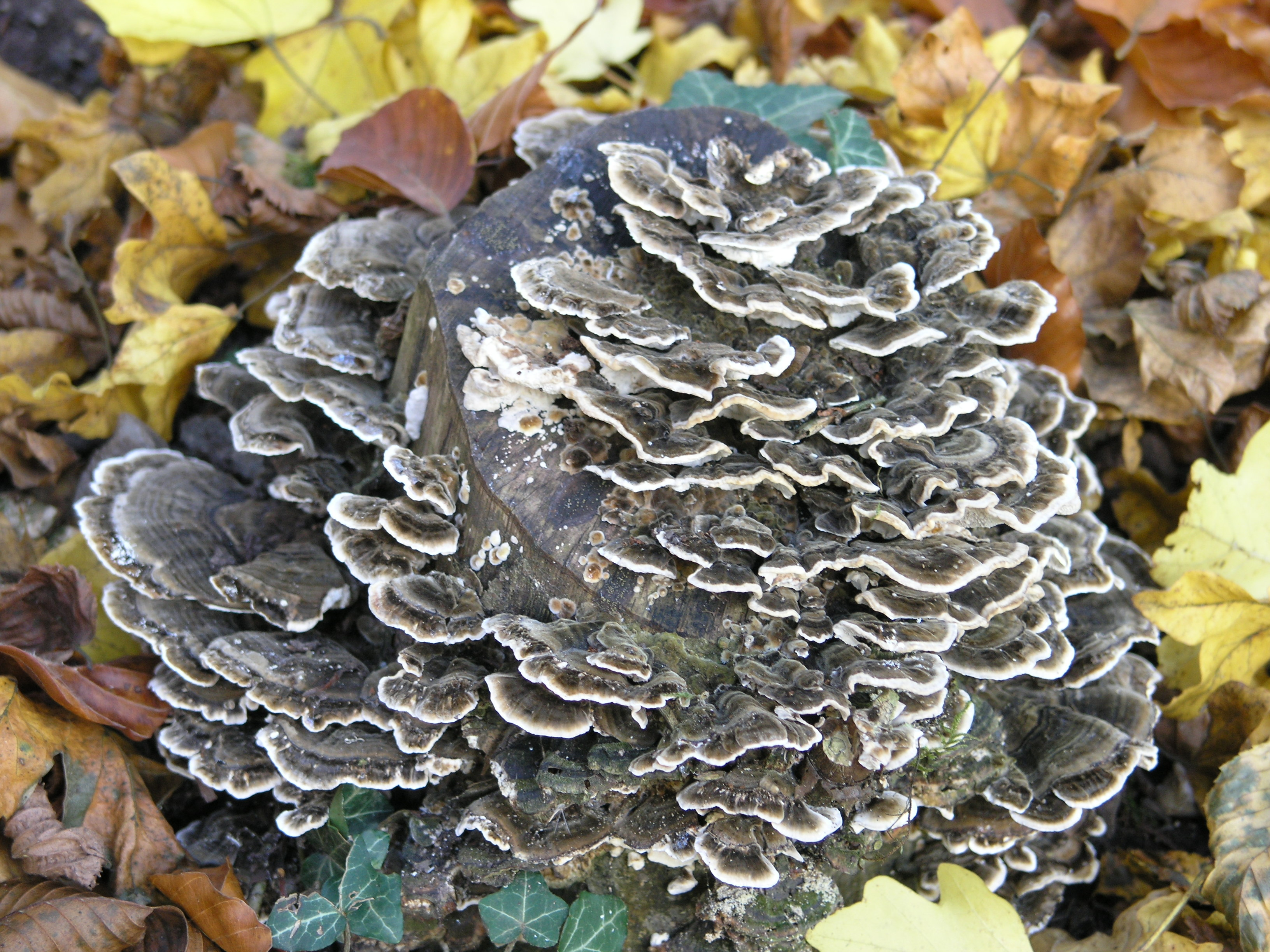
柄がなく層状の形となるカワラタケ

キノコの形態は多様である。共通するのはキノコは菌糸でできていて、繁殖のために胞子がつくられることである。担子菌に属するキノコは、シイタケなどのように、柄の上に傘が広がり、その裏面にヒダがあるという、いかにもキノコらしい形態をしたものも多いが、それだけでなく、サルノコシカケ類などのように柄のないもの、ホコリタケ類やトリュフなどのように球形に近いもの、コウヤクタケ科のキノコなどのようにほとんど不定形のものまである。傘の裏がヒダではなく、管孔状になっているキノコのことを多孔菌ということがある。また、腹菌類に属するキノコには、奇抜な形のものが多い。キクラゲなどのキノコは寒天か膠のような質感をもつので、まとめて膠質菌 (Jelly fungi) といわれることもある。
子嚢菌の場合、よく見かけられるのはチャワンタケと言われる、お椀型が上を向いており、その内側で胞子を作る型のものがよく知られる。アミガサタケは太い柄の上にお椀が多数並んだものである。しかし、多くの種はごく小さな球形のキノコを作り、あるいはそれを基質中に埋まった形で作るため、ほとんど目につかない。
地中性のものでは、球形や楕円形のものが多く、内部に胞子の塊を作る例が多い。形態からはその属する分類群がわからない場合もある。
当然ながらキノコを形成しているのは菌類の細胞である。キノコを生じる菌類はすべて糸状菌である。その構造は、菌糸と呼ばれる1列の細胞列からなる。いかに大きなキノコであっても、それらはすべてこのような微細な細胞列によって構成されている。ただしキノコにあっては通常の細胞だけではなく、ベニタケ科の多くに見られる類球形の細胞など、平常の菌糸体には見られない独特の形態を持つ細胞を含むことが多い。そのようなものでは、一見は柔組織のような形になるものもあり、偽柔組織と呼ばれる。サルノコシカケ類などにみられる肉質が木質や皮質になっているキノコを硬質菌とよぶことがある。硬質菌のキノコは子実体を形成する菌糸に特徴があり、一般的な生殖菌糸に加え、種によっては厚膜の丈夫な菌糸があったり、たくさん分岐させて柔軟な菌糸があったりして、肉が木質や皮質になる。

#### キノコの部分名称
上から「傘」、傘に突起があるものを「イボ」、傘の裏面の細かな切れ目を「ヒダ」という。傘の裏側はヒダ状になっているキノコが多いが、極小の孔が多数開いてスポンジ状のものや、針状になっているものもある。傘を支えているものを「柄」とよび、柄の途中にあるものが「ツバ」、最下部で菌糸とつながる部分を「石突」といい、石突きを覆う形状のものを「ツボ」とよんでいる。キノコによっては、柄にツバやツボがないキノコもある。
多くのキノコの傘の下などにある、胞子を作る部分のことを「子実層」とよぶ。子実層でつくられる「胞子」は、わずか10マイクロメートル (μm）程度の大きさのものが多く、肉眼で見ることができないほど小さい。

#### 同定について
キノコ類の同定は簡単ではない。上の各部名称に記されたようなさまざまな特徴によって分類され、それを頼りに同定するのであるが、元来キノコは菌類であり、カビと同じような微細な組織からなる生物であることを忘れてはならない。それが多数積み重なって肉眼的な構造を取ってはいるが、カビと同様に微生物としての目に見えない部分の特徴が実は重要であり、たとえば胞子や担子器などを顕微鏡で見て、その大きさや形、色などが、種を同定する決め手となることも多い。
もちろん、熟練した人は顕微鏡を使わずとも正しい同定ができることがあるが、これはその地域に出現するであろう類似種や近似種の区別をすでに知っているからである。菌類図鑑もいろいろあるが、外形の写真だけの図鑑での同定は基本的には正しくできない可能性があるものと考えなければならない。
真菌学的に化学薬品で同定する場合は、10%硫酸鉄(II) 水溶液、メルツァー試薬、KOH水溶液、アンモニア水、グアヤクチンキ、硫酸バニリンなどさまざまな試薬を使用して、呈色反応を観察することで種や属を決定することがある。これらの試薬には劇薬も含まれるため、取り扱いには注意が必要である。

### 機能

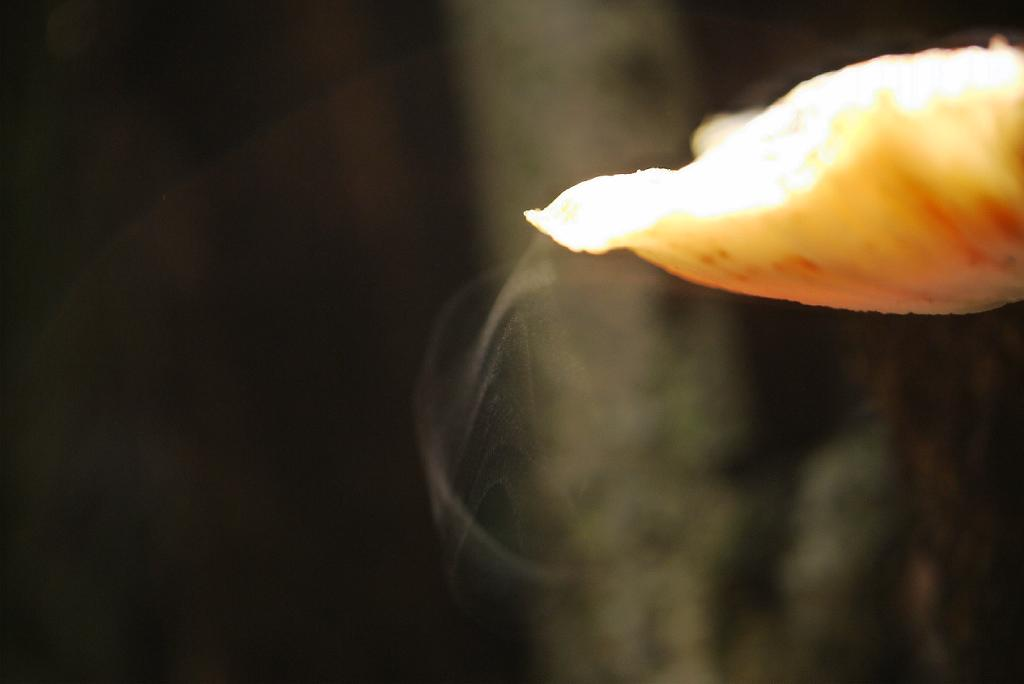
シイタケの傘の下に漂う胞子の煙。胞子が射出される様子は、肉眼でも観察することができる。

菌類にとって、キノコを形成することの意義は、前述したように胞子の散布にある。多くのキノコでは、空中に径10マイクロメートル (μm) 前後という大きさの胞子を放出し、気流にのせて拡散を行なっている。傘の下に側面から強い光を当てると、胞子がかすかな煙のように落下するのを確認できる場合がある。担子菌類のキノコは、傘裏のヒダや管孔から胞子を落とすが、そのメカニズムは胞子のつけ根にプラーズドロップという水の玉を形成して、この水滴がつけ根から胞子表面に一気に移ったときの水の表面張力を借りて重心移動を起こして大きな加速度をつけ、胞子が空中へ射出されている。また、チャワンタケの仲間などの子囊菌類も、子囊という袋から胞子を力強い力で打ち出して、気流に胞子を乗せている。
一方で中には、昆虫その他の動物を誘引して胞子の散布を行なっていると考えられているキノコもある。スッポンタケやキヌガサタケは糞便臭や腐敗した果実臭などを放ち、ハエ類が集まる。食用キノコとして珍重される子囊菌類のトリュフの仲間や担子菌類のショウロの仲間などの地下生菌類では、胞子が成熟すると非常に強い匂いを発して、昆虫類だけではなく地下棲の動物などをその匂いで呼び寄せて、胞子の媒介を託している。ヒトクチタケは強い樹脂臭によって特定の昆虫類を誘引しているという。担子菌類のチャダイゴケの仲間は、コップ状のキノコの中に胞子塊を作り、そこに雨粒が落ちると子実体がゆらゆらと揺れて胞子塊が1メートル (m) ほど飛び出し、付近の植物に付着する。タマハジキタケも小さなキノコの中に1個の胞子塊を作り、水分を吸収して膨れた内部の層がバネになって、胞子塊を1 - 2 mほど垂直に発射する。胞子塊が付着した草を食べた動物が糞をすると、その糞からまたキノコが発生するしくみである。

## キノコにかかわる他の生物
キノコを食べるのは人間だけではなく、リスやクマ、サルなどの哺乳類や昆虫にとっても格好の食べ物になる。

### 哺乳類
キノコを食べる動物はヒト以外にも多い。日本国外では、リスなどがキノコを木の枝先にかけて乾かし、冬期の食料として利用する例も知られている。また、北アメリカ東部ではオオアメリカモモンガ（Glaucomys sabrinus）がキノコを摂食するというが、日本産のモモンガではまだ確実な例が知られていない。
さらに、北アメリカに分布するカリフォルニアヤチネズミ（Clethrionomys californiacus）・ヨーロッパ北部のヨーロッパヤチネズミ（C. glareolus）は、地中に子実体を形成するショウロを掘り起こして食べるという。
日本でも、北海道で捕らえられたミカドネズミ（Myodes rutilus mikado）の胃の内容物から、少なくとも4 - 8種のキノコの胞子や組織断片が見出されている。ニホンリスやヒグマ、ニホンザルもキノコを食べるといわれる。

### 節足動物
昆虫にもキノコを食べるものは数多い。森林土壌中の微小な節足動物の8割は菌類の菌糸体を食べる菌食者（Mychophagous, Fungivores）である。キノコの傘裏のヒダの間には小さな昆虫が潜んでいることがあり、産卵の場に使う昆虫もいるため幼虫が見られる場合もある。キノコの種にもよるが、幼菌時のキノコの傘にまとわりつくヌメリは、虫に食べられることから身を守る効果があるともいわれている。
科の名や属の名に「キノコ」の語を冠しているものに、コウチュウ目に属するオオキノコムシ科・デオキノコムシ科・コキノコムシ科があり、それらに所属するものの多くがキノコを餌として、そこに生活している。他にゴミムシダマシ科にもキノコを食べる種類が多数知られている。ハエ目にはキノコバエ科・チャボキノコバエ科・ツノキノコバエ科・ホソキノコバエ科・クロキノコバエ科などがある。
熱帯域に分布するいわゆる高等シロアリ類や、南北アメリカ大陸に生息するハキリアリの仲間は、キノコを育て菌胞を餌として利用する物がある。ヤスデ類もさまざまなキノコの子実体上で見出され、子実体そのものを食べるほか、枯れ葉などの上に繁殖したキノコの菌糸を葉ごと摂食する。
反対に、キノコに寄生されて最終的に命を落とす昆虫もいる。「冬は虫であるが夏に草になる」という意味の冬虫夏草（昆虫寄生菌）の仲間は、成虫に胞子がついて体内に侵入し、そこで菌糸が成長して虫を殺し、最後は虫からキノコが生える。

### 軟体動物
ナメクジやカタツムリ・キセルガイも、しばしばキノコを餌として利用している。特にナメクジは、食用キノコの露地栽培や林地栽培を行う生産者にとって、厄介な存在になっている。

### キノコにつく菌類
菌類に寄生する菌類を菌寄生菌と言うが、その中には特にキノコを攻撃する例もある。特に有名なのはヤグラタケで、ベニタケ類のキノコに生じる。ヤグラタケ自身も標準的なキノコの形なので、大きなかさの上に小さなかさが並ぶという、特徴的な外見を呈する。また、タケリタケは未成熟のキノコについて、太い茎と展開しないかさとを持つ特異な形態に変形させる。
タンポタケやタマノリイグチなどは、地中性の子実体に寄生するので、発生状況を一見しただけでは菌寄生菌であると判断しにくく、宿主を切り離さないように掘り起こす必要がある。
カビの類でもキノコを攻撃するものがいくつかある。接合菌類に属するタケハリカビやフタマタケカビが有名で、前者ではキノコの上にまち針が並んだような、後者ではきのこ全体が綿をかぶったような姿になる。また、アワタケヤドリはタケリタケの一種の無性世代であるが、特にイグチ科の大型きのこの上に発生し、多量の無性胞子を形成して宿主を黄色い粉塊状におおう状態が野外でしばしば観察される。
以上はキノコの子実体そのものに寄生するものであるが、ボタンタケ（Hypocrea spp.）およびその無性型であるトリコデルマ（Trichoderma spp.）は、主として木材上に見出され、材の内部に生息する他のきのこの菌糸の内容物を吸収している。ときに、シイタケ栽培上で大きな害を生じることがある。また、真の菌類の一員ではないが、また、変形菌にもキノコを餌とする例がある。特に、ブドウフウセンホコリは有名で、別名をキノコナカセホコリという。

## 食物としてのキノコ
一部のキノコは人間にとって有用な成分を含み、食材として欠かせないものになっている。また、冬虫夏草などの一部は漢方薬として使われ、カワラタケやスエヒロタケなどから抗がん剤開発が行われるなどされてきた。
食べることを基準に分ける表現としては、食用、不食（まずい、非常に硬く食用にされないもの、毒性が不明なものもある）、毒（または猛毒で間違って食べられるもの）に分けられる。
2019年現在、食用菌の生産量は世界で一年間に約5000万トンとなっており、そのうちの7割以上が中国で生産されている。

### 歴史
先史時代の人々がキノコを食用にしていたかどうかを明らかにする証拠はないが、キノコに関心を持っていた証拠はいくつも存在する。キノコ類は、紀元前のアリストテレスの時代から認識され、それぞれのキノコに名前が付けられるようになった。日本においても古くから身近な存在であったことが縄文時代の遺跡から出土した、「きのこ型土製品」によりうかがい知ることができる。
食用としての歴史は古く、古代エジプト人はキノコを好んで食べた。キノコはごちそうにも強烈な毒にもなるため、特別な敬意が払われた。古代ギリシアのキノコ研究ではヒポクラテスがキノコの生薬としての治療効果を論じている。また、クラロスのニカンドロスやディオスコリデスがキノコ栽培の手引書を残している。なお、最も古いトリュフの記録は紀元前5世紀にアテネの居留外国人が独創的なトリュフ料理と引き換えに市民権を得た、という記録である。
古代ローマ時代にも色々なキノコ料理があった。中でも珍重されたのは「皇帝のキノコ」と呼ばれるセイヨウタマゴタケで、クラウディウス帝は好物のタマゴタケ料理に仕込まれた毒で毒殺された。古代ローマでは大プリニウスが食用キノコと毒キノコの見分け方に関する詳細な記述を残している。
中世のヨーロッパでは、雷から生まれる、花も実もないのに何も無いところから発生するなど謎めいた存在であることから、生命の神秘を探る錬金術の研究対象ともなった。イスラム世界ではイブン・スィーナーがベニテングダケを使った毒キノコの解毒剤の研究を行った。西洋での最も古いキノコ図鑑はフランシスクス・ヴァン・ステルベークの『Theatrum fungorum』(1675)やピエール・アントニオ・ミケーリの『新しい植物類』（Nova plantarum genera iuxta Tournefortii methodum disposita）(1729)である。次いでオリヴィエ・ド・セールは『農業論』の中で、ハラタケの床栽培についての手引を記述している。
日本では江戸時代になって『西菌蕈譜』や『兼葭堂菌譜』のようなキノコの専門書の先駆けといえる書物が現われ、食べられるか、有毒であるか否かの鑑別に重きを置いて博物学的な考察も加えて書かれていた。

### 食用キノコの例

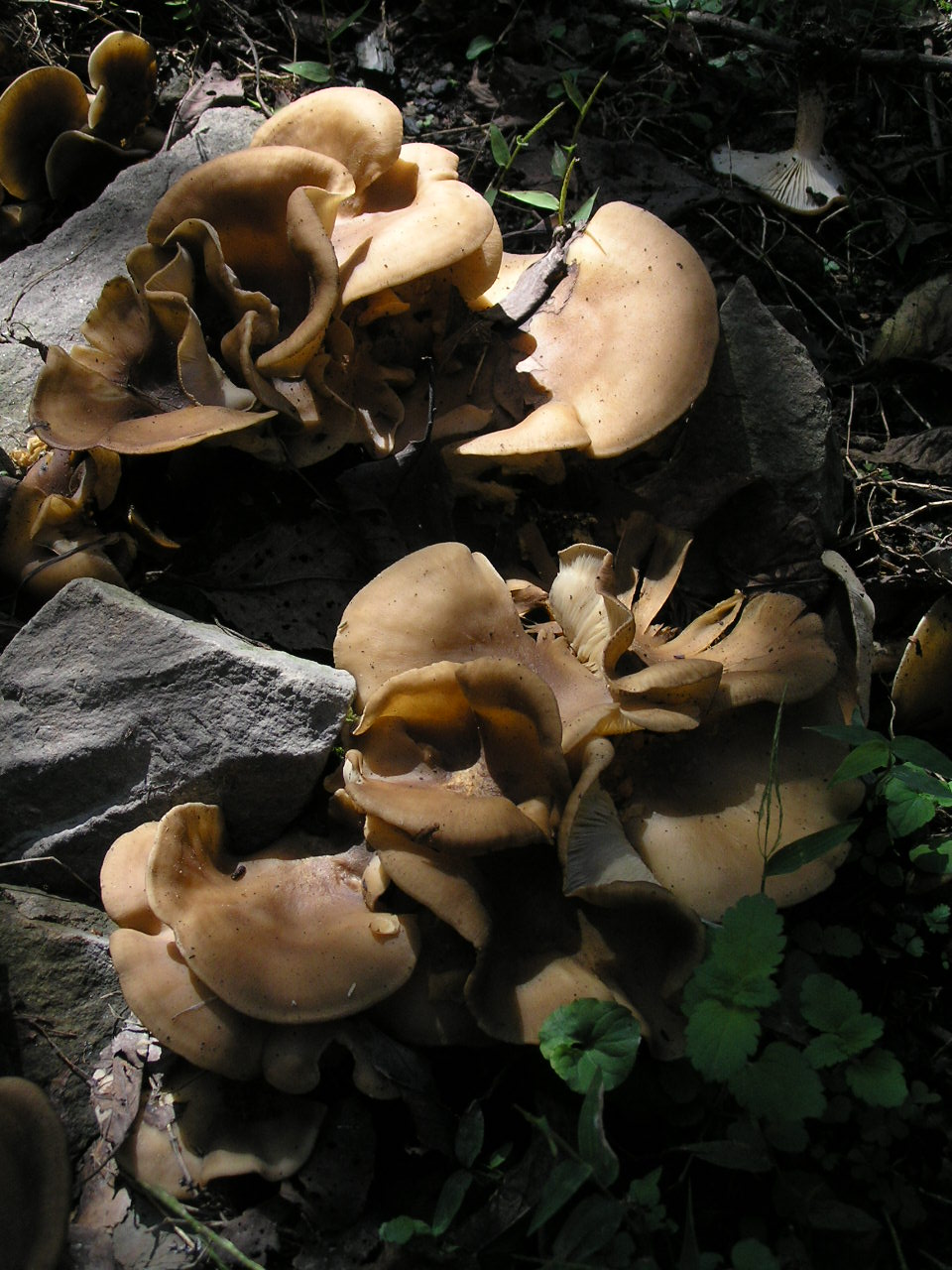
ハタケシメジ老菌（丹波篠山市浜谷池奥）

日本では1985年の記載で、約300種が食用にされ、うち十数種が人為的に栽培されている。
シイタケ、エノキタケ、シメジ類、マイタケ、ナメコ、ツクリタケ（マッシュルーム）のように、非常によく食べられており、栽培も行なわれている食用キノコがある。また、マツタケのように、人工栽培には成功していないが、大量に輸入されていたり、トリュフのように高価で珍重されるキノコもある。
食用キノコにはビタミンB2を含むものが多いが、同一の種でも生育環境（栽培条件）により栄養成分の含有量は大きく異なる、そのため収穫後の子実体への効果を期待し様々な成分の添加が研究されている。また、シイタケには呈味性ヌクレオチドであるグアニル酸が含まれ、だしを取るのに利用されている。キノコの旨み成分の多くは加熱により増えるため、ほとんどのキノコは生で食べても旨みは感じられない。
生のマッシュルームをスライスして食べることもあるが、従来から可食種とされているエノキタケ、シイタケ、マイタケ、シメジ類、アラゲキクラゲ（乾燥品を水で戻したもの）など大抵の食用キノコは、生食あるいは加熱不十分な場合に消化不良を起こし、下痢などの症状を引き起こすことになる。さらに、コウジタケ、アイタケ、ホテイシメジでは、ビタミンB1を破壊する作用が報告 されており、調理方法には注意が必要である。生のキノコはタンパク加水分解酵素（消化酵素）をいくつも持っているため、それを人が直接食べると溶血作用により内臓の粘膜が傷ついて吸収が悪くなり、下痢を起こす原因となる。つまり食用とされるキノコのほとんどは、全体に熱を加えて中に含まれる消化酵素成分を変性させて働かないようにすることで、人が食べられるようになる。
一方、ハタケシメジ、マイタケなどでは有効とされる成分を抽出し、健康食品として販売されている例があり、さらにはカワリハラタケ（アガリクス）がβ-グルカンなどを豊富に含む健康食品として販売されているが、これらは副作用被害も報告されている。
ただし、これらキノコの薬理作用については、その有効成分などを含めて不明な点が多い。健康食品として販売されるキノコ加工品の中には、癌などの難治性疾患が治るという宣伝文句が付けられている場合があるが、医学的にその安全性が確認されかつ有効性が立証されているものは未だなく、かつ日本では医薬品として登録されていないものの薬効をうたうことは医薬品医療機器等法違反となる。
| 学名                  | 和名・一般的な名称        | 画像                           | 人工栽培            | 分布                                                                |
| --------------------- | ------------------------- | ------------------------------ | ------------------- | ------------------------------------------------------------------- |
| Agaricus bisporus     | ツクリタケ マッシュルーム |                                | 実用                | 北半球の温帯に分布。                                                |
| Boletus edulis        | ヤマドリタケ ポルチーニ   |                                | 未実用              | 北半球の亜高山帯や亜寒帯の主にトウヒ林に分布。 夏〜秋に子実体形成。 |
| Cantharellus cibarius | アンズタケ ジロール       | Specimens adulte et jeunes.jpg | 未実用              | 北半球の温帯に分布。 夏〜秋に子実体形成。                           |
| Lentinula edodes      | シイタケ                  |                                | 実用                | 環太平洋の温帯～亜熱帯のブナ科の枯れ木に分布。 春〜秋に子実体形成。 |
| Morchella esculenta   | アミガサタケ モレル       |                                | 実用                | 北半球の温帯に分布。 春に子実体形成。                               |
| Tricholoma matsutake  | マツタケ                  |                                | 未実用              | 北半球のアカマツ林に分布。 秋に子実体形成。                         |
| Tuber spp.            | セイヨウショウロ トリュフ |                                | 実用 (菌床栽培不可) | 北半球の亜寒帯から温帯に分布。 夏〜冬に子実体形成。                 |
| Volvariella volvacea  | フクロタケ                |                                | 実用                | 世界の温帯〜熱帯に分布。 初夏〜初冬に子実体形成。                   |

### キノコの効能
キノコの効能については、抗菌、抗ウイルス、コレステロール低下、血糖降下、血圧降下、抗血栓、PHA幼若化抑制、抗腫瘍などが報告されている。きのこに含まれる多糖類であるβ-D-グルカンは抗腫瘍活性があるのではないかと指摘されている。キノコから開発された多糖体制癌剤（免疫療法剤）としてクレスチン、レンチナン、ソニフィランが認可されている。
薬用茸からは多糖類を始めとする免疫賦活作用を有し抗がん作用を持ち得る化合物が幾つか見付かっている。例えば、レンチナン等のβ-グルカンは実験ではマクロファージ、NK細胞、T細胞、免疫系サイトカインを賦活し、免疫賦活剤としての臨床試験も実施されている。
アガリクス（Agaricus subrufescens、しばしば Agaricus blazei と誤称される）、シイタケ（Lentinula edodes ）、メシマコブ（Phellinus linteus ）、マイタケ（Grifola frondosa ）、ヤマブシタケ（Hericium erinaceus ）は、β-グルカンを産生する茸として知られており、抗癌剤としての可能性が試験されている。

### 薬用にされるキノコ
一部のキノコには、薬用とされるものも存在する。日本薬局方には、マツホド（局方名：ブクリョウ）とチョレイマイタケ（チョレイ）は生薬材料として収載されており漢方方剤の原料として用いられる。この他、霊芝（マンネンタケ）や冬虫夏草の一部が、局方外で漢方薬の材料として使われてきた。シイタケ、カワラタケ、あるいはスエヒロタケなどからは抗腫瘍成分が抽出され、抗がん剤が開発された。

## 毒キノコ
世界には100万種を超えるキノコがあると予想されており、その多くは毒性がないか食毒不明である。日本では既知の約2500種と2、3倍程度の未知種があるとされ、そのうちよく知られた毒キノコは少なくとも約200種あるとされている。人に対する毒性の強さはさまざまであるが、中には死に至る致命的な強毒性のキノコもあり、人が住んでいる場所の近くで見つかることもよくある。毒キノコの中には、酒と一緒に食べると悪酔いするもの、生で食べなければ中毒せずに食べられるものもある。中毒症状を起こす原因は、キノコの多くは生態系サイクルにおける「分解者」であり、キノコが他の生物では分解できないようなさまざまな消化酵素を持っているため、人の体内に入ったときに内臓の粘膜が傷つき、消化吸収できなくなって腹痛や下痢などの症状を起こすからだと考えられている。
キノコの姿形から毒の有無を容易に見分けることはできないため、毒キノコは一つ一つの種類を覚えていくしか方法がない。ただし、毒キノコの中には注目すべき特徴を持つものもあり、たとえば子実体全体が白く、柄にツバやツボを持つキノコは極めて強い毒を持つキノコが含まれる。また、傘の表面に白いイボがたくさんあるキノコも強い毒を持つことが多い。しかし一方で、温和な色を持つキノコにも毒キノコはあり、食用キノコだとだまされることも少なくない。また、毒キノコの中には熱湯で煮沸しても毒性がなくなることがないものがほとんどであり、昔から食中毒事故が発生している事例は数多い。特に日本において、一見地味な見た目で美味しそうに見えるキノコで食中毒件数が多いツキヨタケ、カキシメジ、クサウラベニタケは「毒きのこ御三家」とよばれている。シイタケのように食用とされているキノコでも、生食すると中毒を起こすものもあり、キノコの生食は避けるべきである。
毒は大きく以下の4種類に分かれる。
1. 致命的となる肝臓、腎臓の壊死を起こすもの（猛毒）
2. 自律神経（発熱など）に作用するもの
3. 胃腸症状を呈するもの
4. 中枢神経に作用し幻覚性を持つもの

致命的な毒を持つタマゴテングタケやドクツルタケに含まれるアマトキシン類は半日から2日程度の無症候の潜伏期間の後、重篤な胃腸症状を起こし肝腎症候群へと至り死の危険性がある。
オオキヌハダトマヤタケなどに含まれるムスカリンは自律神経に作用し発汗や痙攣を引き起こす。ヒトヨタケやホテイシメジは含有成分がアルコールの代謝を阻害するため食べる前後に飲酒すると悪酔い症状を起こす。
幻覚作用のある毒は、イボテン酸を持つベニテングタケなどや、強い幻覚作用を有するシロシビン（サイロシビンとも）、シロシンを持つヒカゲシビレタケやワライタケなどに大きく分かれ、これらは一般に致命的ではない毒である。後者シロシビンを含むキノコは、乱用性のため麻薬取締法と補足する政令第2条で麻薬原料植物として指定されている（マジックマッシュルームを参照）。

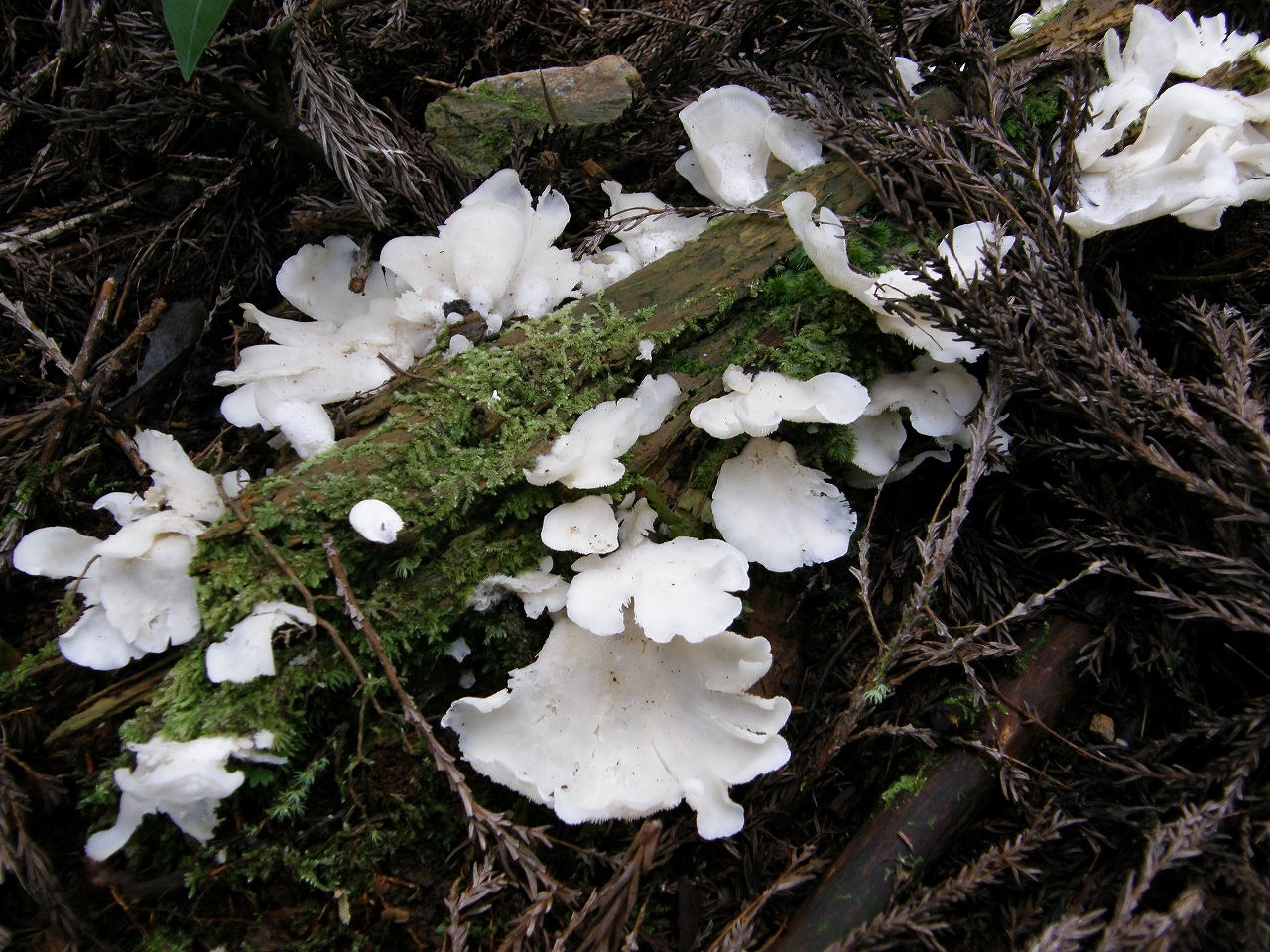
かつては食用菌とされていたが近年有毒と判明したスギヒラタケ。

自然界には毒性の不明なキノコが多数存在し、従来から食用とされてきたキノコであっても、実際には毒キノコであることが判明する場合がある。2004年に急性脳炎が多数報告されたスギヒラタケは、その前年の法改正によって急性脳炎の患者が詳しく調べられるようになり、初めて毒性が明らかになった。元々毒キノコだった可能性も指摘されている。
日本における毒キノコの中毒件数（1959-1988年、2,096件）の種類別の内訳は、ツキヨタケ30%、クサウラベニタケ20%、カキシメジ5.8%、ニガクリタケ1.8%、テングタケ1.1%の順であり、種類不明が28.5%を占めている。毒キノコの死亡件数（1970-1990年）の内訳は、ツキヨタケ14人、コレラタケ5人、タマゴテングタケ4人、ドクツルタケ3人を数えている。
過去の食中毒事例では、残品がなく鑑別できない場合や、家庭内での発症で共通食が多くキノコとの因果関係を特定できない場合も多く、実際の発症例は統計よりも多いと考えられている。
猛毒（致死性が強い）
- ドクツルタケ[93][94]
- タマゴタケモドキ[93][94]
- タマシロオニタケ[93][94]
- シロタマゴテングタケ[93]
- クロタマゴテングタケ[95][96]
- タマゴテングタケ[93]
- フクロツルタケ[93][94]
- コレラタケ[93][94]
- ニセクロハツ[93][94]
- カエンタケ[94]
- シャグマアミガサタケ[93][94]
- コテングタケモドキ[93]
- ニオイドクツルタケ

自律神経毒
- 飲酒時
  - ホテイシメジ[93][94]
  - ヒトヨタケ[93][94]
  - キララタケ[93]
  - スギタケ[90]
- その他
  - カヤタケ類[93]
    - カヤタケ[3]
    - コカブイヌシメジ[97]など

  - アセタケ類[93]
    - オオキヌハダトマヤタケ[90]
    - クロトマヤタケ[90]
    - シロトマヤタケ[97]
    - カブラアセタケ[97]
    - シロニセトマヤタケ[98]など

中枢神経毒
- ベニテングタケ[93][94]
- テングタケ[93][94]
- イボテングタケ[94]
- ワライタケ[93][94]
- オオワライタケ[93]
- ヒカゲタケ[93]
- ヒカゲシビレタケ[93][94]
- ミナミシビレタケ[94]
- オオシビレタケ[93]
- センボンサイギョウガサ[93]
- ジンガサタケ[93]
- アイゾメシバフタケ[90]
- ハエトリシメジ[90]
- ウスキテングタケ[99]
- アイセンボンタケ[100]
- イタチタケ
- チャツムタケ

消化器毒
- ツキヨタケ（毒）[93][94]
- オオシロカラカサタケ（猛毒）[93]
- カキシメジ[93][94]
- ニガクリタケ（猛毒）[93][94]
- クサウラベニタケ[93][94]
- ドクヤマドリ[93]
- ヒダハタケ（猛毒）[93]
- ドクベニタケ[93]
- ハナホウキタケ[93]
- キホウキタケ[93]
- コガネホウキタケ[93]
- ニセショウロ類[93]
- シロハツモドキ[93]
- ネズミシメジ[90]
- アシベニイグチ[90]
- ドクカラカサタケ[90]
- ヒロヒダタケ[100]
- ヒメアジロガサ[101]
- ハイイロシメジ[101]
- イッポンシメジ
- オオツルタケ
- オシロイシメジ
- オニタケ
- カブラテングタケ
- クサハツ
- クリタケ
- クロハツモドキ
- コガネタケ
- シロテングタケ
- スギタケモドキ
- タマゴテングタケモドキ
- ツブカラカサタケ
- ナラタケモドキ
- ニガイグチ
- ノボリリュウ
- ヒョウモンクロシメジ
- マツオウジ
- ウスタケ
- キチチタケ
- ササタケ
- フジウスタケ
- マスタケ

その他の毒
- ドクササコ（猛毒）[93][94]
- スギヒラタケ[94]
- クロハツ[94]
- トガリアミガサタケ
- キシメジ
- ムラサキフウセンタケ

### 見分け方

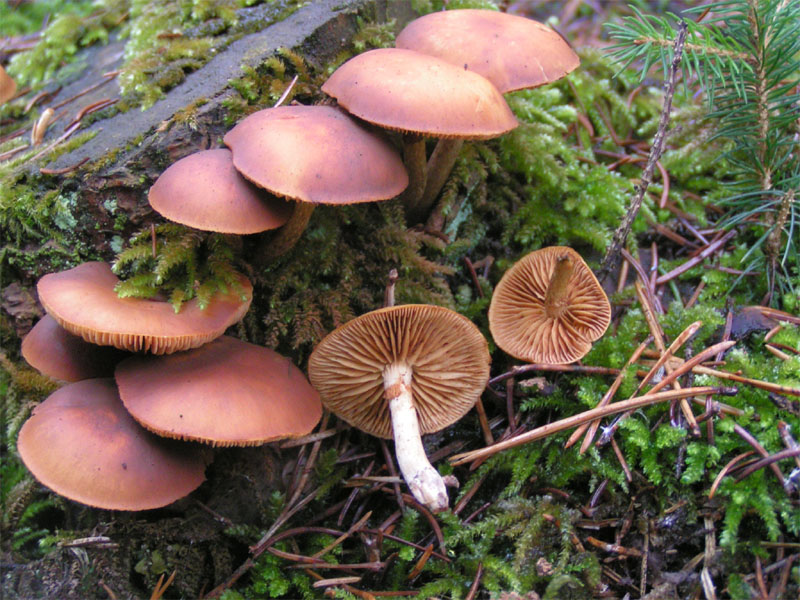
毒キノコは色が派手なものとは限らない。（コレラタケの仲間、ヒメアジロガサ）

毒キノコの確実な見分け方は存在せず、キノコの同定の経験に乏しい人が食毒を判断して野生のキノコを食べるのは非常に危険である。食用キノコか否かを簡単な基準で見分ける方法や毒キノコに共通する特徴というものは知られていない。
古くから、いくつもの迷信があり、いまなお根強く信じられているものもある。下記に例を挙げると、
- 「柄がたてに裂けるキノコは食べられる」[102][86][83][103][8]
- 「毒キノコは色が派手で、地味な色で匂いの良いキノコは食べられる」[102][86][83]
- 「毒キノコでも、ナスと一緒に調理すれば中毒しない」[102][86][83][103][104][8]
- 「煮汁に入れた銀のスプーンが変色しなければ食べられる」[102][103][8]
- 「ナメクジや虫が食べているキノコは人間も食べられる」[102][103][8]
- 「色が鮮やかなキノコは毒」[102][103][8]
- 「いやな匂いがしなければ食べられる」[103]
- 「茹でたり塩漬けにすれば食べられる」[103][105]
- 「ツバがないキノコは食べられる」[8]

これらの言い伝えは、科学的に何の根拠もなくすべて誤りであり、多くの毒は簡単に抜くことができない。日本でこれらのよく知られた俗説が広まった背景としては、一部で流布していた俗説が明治初期の官報に掲載されたためであると言われている。
毒の有無にかかわらず柄が縦に裂けるキノコはたくさんあり、有毒のカキシメジやクサウラベニタケは地味な色であり、逆にタマゴタケのように色が派手でも食べられるキノコはある。香りもまた毒の有無とは関係なく、毒性はなくても臭くて食べられないキノコも存在する。ナスがキノコの毒を消すという迷信はよくいわれるが、一緒に調理してキノコ毒を消すような便利な食材は存在しない。銀は砒素に触れると変色するためヨーロッパ各地で毒殺用心として食器に用いられたが、キノコ毒に対する科学的根拠はまったくないので信じてはいけない。消化能力や毒性は人間とそれ以外の生物によってまるで異なり、昆虫などにとっては無毒でも人間にてって無毒というわけではなく、ハエトリシメジのように昆虫などに猛毒で、人間への毒性は微弱なキノコも多数存在する。茹でこぼしたり塩漬けしたりすると、水溶性の毒成分を持つキノコの毒性が多少抜けることはあるが、大多数のキノコは茹でても塩漬けにしても毒は抜けない。ある種の毒キノコ（ベニテングタケ、シャグマアミガサタケなど）は調理によって食用になる場合もあるが、これらは例外であって、ほとんどの毒キノコはどう調理しても食用にならない。
キノコの専門書が書店に並べられ、専門家指導による観察会が各地で開かれているにもかかわらず、生半可な知識をもとに誤食し、中毒する人があとを絶たないのが実情である。同定に自信がない場合や疑問があれば絶対に食べず、必ず専門家に現物を鑑定してもらうべきである。また、キノコを覚えるには、植物園や博物館などで開催されている観察会や、専門家などの詳しい人と一緒にキノコ狩りに参加するなどして、日々キノコの実物を見て解説を聞き、ひとつひとつ覚えて経験を積むことがキノコを見分ける確実な方法だといわれる。

### 応急処置と治療法
キノコ中毒の初期症状は、胃もたれなどから始まり、吐き気、腹痛、脱力感、悪寒、脈拍異常、体温低下へ進行していく。これらの中毒症状が出るまでの時間は人によって異なるが、中毒の原因がキノコを食べたことによるものと思われるときは、まず応急処置を行い、胃洗浄ができる設備の整った病院へ連絡して患者を連れて行くことが第一である。できるだけ早く病院で専門的な治療を受けさせ、医師に料理に使ったキノコの残物を持参し、食べた量や中毒症状を詳しく伝えることが大切である。
応急処置法は以下のような方法を並行して行う。
- ぬるま湯を飲ませてから指を喉奥に突っ込み食べたものを吐かせる。多く吐かせるほど予後の負担は軽くなる。
- 木炭を細かくすりつぶした粉末を水と一緒に飲ませる。炭の粉末が胃腸内にある毒を吸着して、体内への毒の吸収を減らす働きがある。
- ぬるま湯で薄めた緑茶、スイカ、グレープフルーツジュースを大量に飲ませ、利尿作用を促す。
- 下剤を用いて、なるべく早く毒を体外へ排出させる。
- 嘔吐、下痢が甚だしいときは、失われた水分や電解質を補給するため、スポーツドリンク（いわゆるイオン飲料）を飲ませる。
- 体温をできるだけ一定に保つ。

医療機関では、できるだけ早く胃洗浄をして、さらに重篤になると予想されるときは、より高度な治療ができる施設へ送ることも行われる。特に、致死性の高い猛毒キノコによる中毒では、初期段階から迅速かつ適切な治療が不可欠となる。毒キノコ中毒による致死率は日本や欧米でおよそ5%といわれるが、重症で死亡につながっている症例の多くは、細胞毒成分により広範囲に肝細胞が壊死する劇症肝炎を発症し、再生が進まないまま死に至る症例である。食べたものを吐かせることや、胃や小腸洗浄、胆汁吸引などはあくまでキノコ中毒の初期治療であり、医師の臨床所見による具体的かつ適切な治療方針の迅速な判断と、救急医療体制の整備が求められている。

### 幻覚性キノコ

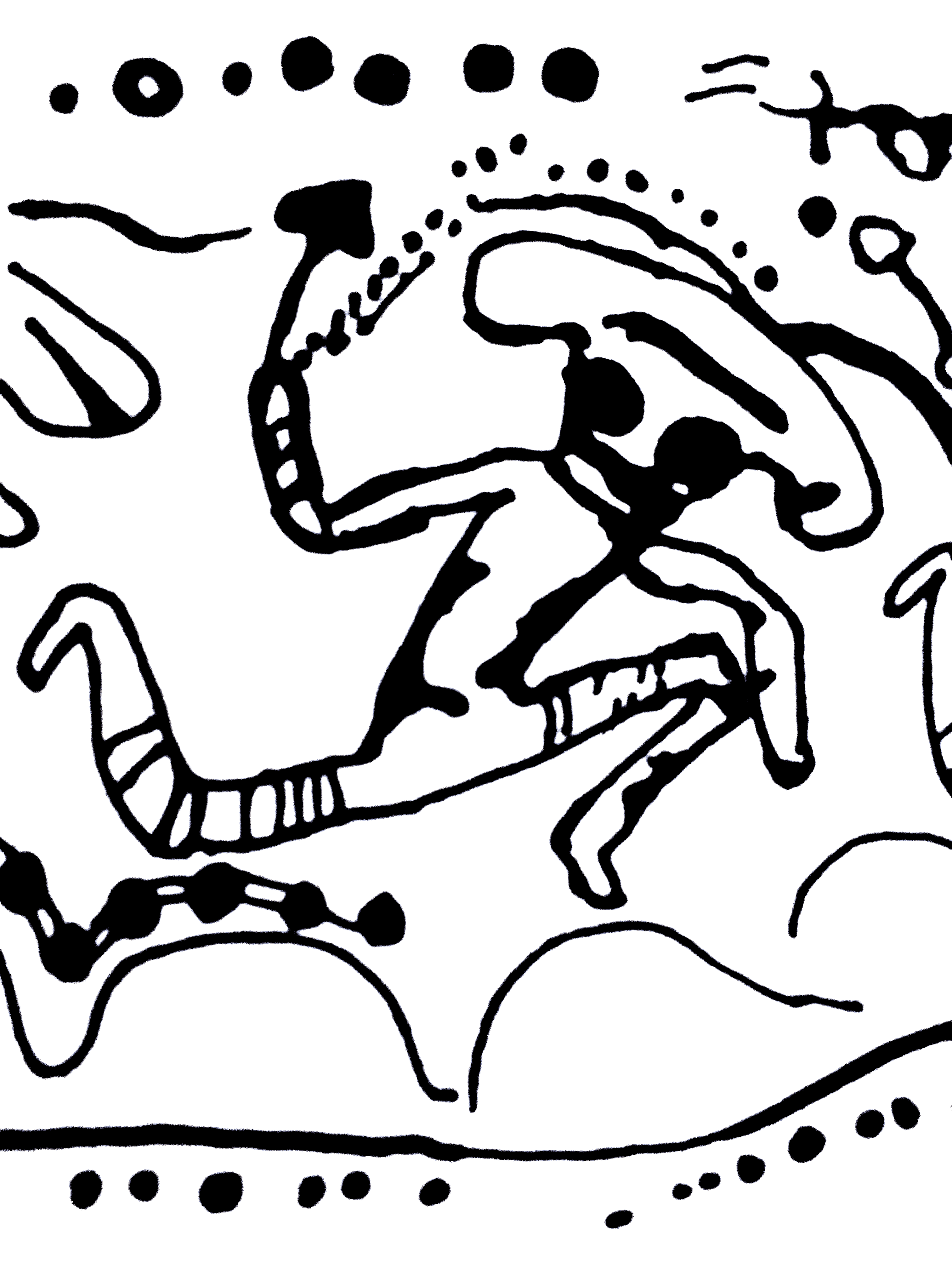
タッシリの先住民が描いた壁画の再現。手に持つキノコと頭は点線でつながり、非物体的なものが流れていることを表わしている。

毒キノコのなかでも、人体の知覚神経に異変を起こさせる誘導物質を含み、幻聴や幻覚など「異常な神経作用や行動を誘発させるキノコ」のことを幻覚菌とよび、一般には「マジックマッシュルーム」の名でよばれている。この幻覚性キノコの系統的・組織的な研究は20世紀中ごろに、アメリカ人で民族菌学の父とよばれるロバート・ゴードン・ワッソンにより始められたとされ、未解明の部分も多い分野である。世界における幻覚性キノコは、論文により200種を超える種類が報告されている。
幻覚菌はアメリカの先住民で、赤道直下の島々の呪術師が使用したことで知られるが、幻覚菌と人間が関わった歴史は古く、紀元前7000 - 9000年のアフリカ大陸で、古代サハラ砂漠のタッシリの先住民が残した岩壁の壁画は、幻覚菌に対する信仰に近い価値観や敬意を表わしたものとされ、菌類学史上でも大きな注目を集めた。こうした非日常的な幻覚性を持つキノコは、世界各地でシャーマンなどが呪術行為として使用し、信仰などの場で活用してきた。また占いや信仰とは別に、異質な興奮作用を引き起こすキノコがあることも報告されている。
幻覚性キノコに含まれる、人間の神経に作用する物質は数種類が確認されているが、その物質が人体に影響するメカニズムまでわかっているものはごくわずかである。幻覚性を誘発する代表的な神経作用物質は、シロシビンやブホテニンなどが確認されており、一定量を摂取すると精神に異常をきたす。ときには麻薬のLSD、大麻、覚醒剤と同じような幻覚症状を誘発し、日本でも使用した者が犯罪などを起こして社会問題となったことがある。しかし、日本国外での幻覚菌に対する対応は、ワッソンの「幻覚を誘発させはするが、一過性で、人体に悪影響はない」とする説に同調する学者が多く、法律で規制しようとする国はむしろ少ないほうで、麻薬に代わる「合法ドラッグ」として流通しているのも実情である。生半可な知識で使うことを目的に、幻覚菌に似た野生の毒キノコを使用してしまう危険性も高く、日本国外で幻覚菌と誤認して猛毒菌を誤食して重体となり、使った本人は違法な幻覚菌を使用しているとの認識があるため、医療機関にいけず死亡したという事例もある。

### 主な毒成分
毒キノコの主な毒成分について、以下の表の通りである。これら化合物の中には、毒症状を説明できるものもあれば、動物実験により毒性があると説明するに留まるものもある。
| 毒成分 | 含まれる主なキノコ | 解説 | 備考    |
| --- | --- | --- | ------- |
| アガリシン酸 | エブリコ | 末梢神経を麻痺させて、発汗抑制剤として使われる。ラットに投与すると、自発運動の減少、流涙、唾液分泌、平滑筋硬直、体の震えなどを引き起こす。 | [ 108 ] |
| ノルカペラチン酸 | ウスタケ、オニウスタケ、アンズタケ、ミキイロウスタケなど                                                                               | アガリシン酸と同様にラットに投与すると、自発運動の減少、流涙、唾液分泌、平滑筋硬直、体の震えなどを引き起こす。 | [ 108 ] |
| アガリチン | ハラタケ属 | 発がん性物質で、加水分解されて4-ヒドロキシメチルフェニルヒドラジンを生じる。このヒドラジン系化合物が酸化されて生じるジアゾニウム化合物は発がん性が高い。シャグマアミガサタケの毒成分ジロミトロンやザラエノハラタケの毒成分α-アミノ-γ-ニトラミノ酪酸はヒドラジン誘導体である。 | [ 108 ] |
| アクロメリン酸類、クリチジン | ドクササコ | アクロメリン酸はマウス中枢神経に作用して神経細胞を興奮させ、低濃度で致死作用を示す。クリチジンもマウスに対して致死性を示すがアクロメリン酸よりも弱い。なお、ともにドクササコ特有の中毒症状を引き起こす直接の原因物質であるかは不明である。 | [ 108 ] |
| アマニタトキシン類 （ファロトキシン類、アマトキシン類、ビロトキシン類）                                                                               | テングタケ属、ケコガサタケ属、キツネノカラカサタケ属                                                                                   | 致死性の高い猛毒成分で、α-アマニチン、ファロイジン、ビロイジンなどがある。肝臓の細胞を破壊することで毒性を発現し、致命的な症状が出るまでに1週間近くの時間がかかる。ファロトキシンは経口では分解されやすいため、中毒の本体はアマトキシン類であるとされる。 | [ 108 ] |
| アリルグリシン | コテングタケモドキ、タマシロオニタケ、テングタケなど                                                                                   | アリルグリシンやプロパルギルグリシンのような不飽和アミノ酸が代謝の過程でα-ケト酸類となり、グルタミン酸デカルボキシラーゼを阻害し、GABA（γ-アミノ酪酸）の濃度を下げてしまうことから、痙攣を引き起こす原因ではないかと推定されている。 | [ 108 ] |
| イボテン酸、ムシモール | イボテングタケ、ハエトリシメジ、テングタケ、ベニテングタケなど                                                                         | イボテン酸はそれほど強い毒性を示すことはないが、酒酔いに似た症状になり、暴行や精神錯乱を引き起こす。イボテン酸は不安定な化合物で、容易に脱炭酸して、生体内ではムシモールとなって作用を起こす。これらのキノコは元々「ハエトリ」として使われており、殺ハエ活性を指標にして単離された成分である。イボテン酸から単離された殺ハエ成分のトリコロミン酸は、生体内ではムシモールのような作用は示さないため、人体にとっては無害である。イボテン酸は極めて強い旨み持つため、これを含むキノコは美味と言われる。 | [ 108 ] |
| イルジン類 （イルジン S,M） | ツキヨタケ | マウスに対して致死作用を示す。がん細胞に対して細胞毒性を示したため、抗がん剤として期待されたが、正常細胞に対しても毒性が強いため薬にはならなかった。 | [ 108 ] |
| ウスタル酸（ウスタリン酸） | カキシメジ | マウスに対して自発運動の低下、異常な震え、体毛の逆立ちを引き起こし、量が増えると致死作用を示す。 | [ 108 ] |
| エモジン | アカタケなどササタケ属 | 細胞毒性を示し、ひどい下痢や出血を引き起こす。またバクテリアを用いた実験により、遺伝子の修復を阻害するような遺伝子毒性を示すことが報告されている。アカタケの主色素でもあり、植物や動物など広く生物界に分布する色素である。 | [ 108 ] |
| エルゴットアルカロイド類 （クラビンアルカロイド類、リゼルギン酸類、リゼルギン酸アミド類、エルゴットペプチドアルカロイド類）                           | 麦角菌 | 紀元前から知られている麦角菌が生産する有毒成分。中でもエルゴタミンが子宮収縮作用が強く、動物でも同様に起こり、流産の原因となっている。またヒルガオ科植物にも含まれているリゼルギン酸類は、幻覚を起こすことが知られている。 | [ 108 ] |
| 8-オキソ-9-オクタデセン酸などの共役エノン、ジエノン類 （10-オキソ-11-オクタデセン酸、10-オキソ-8-オクタデセン酸2',3'-ジヒドロキシプロピルエステル他） | ホテイシメジ | アルコール類と一緒に食べると、8-オキソ-9-オクタデセン酸類が、アルコール代謝の過程で働く酵素アルデヒドデヒドオゲナーゼを阻害してアセトアルデヒド濃度が高くなってしまうことが中毒の原因となり、悪酔い状態を引き起こす。 | [ 108 ] |
| コプリン | ヒトヨタケ | アルコール類と一緒に食べると、アルコールが代謝される課程で働く酵素の作用を止めてしまうため、アセトアルデヒド濃度が高くなってしまい、悪酔いの状態を引き起こす。コプリン自体には毒がなく、生体内で加水分解されて1-アミノクロプロパノールに変わり、これが毒成分となる。 | [ 108 ] |
| サポナセオライド類 | ミネシメジ | 細胞毒性を指標にして単離されたトリテルペンである。 | [ 108 ] |
| 2-シクロプロペンカルボン酸 | ニセクロハツ | マウスに対して強度の横紋筋融解を引き起こして死亡させる。細胞毒性や抗菌活性を、筋細胞にも直接作用せずに別の化学反応を引き起こし、筋融解を引き起こすと考えられている。 | [ 108 ] |
| ジムノピリン類 | オオワライタケ | 苦味成分でもあり、マウスの中枢神経を興奮させる作用がある。加水分解すると活性がなくなる。 | [ 108 ] |
| シロシビン類 （シロシビン、シロシン） | ヒカゲシビレタケなどヒカゲタケ属 | 中枢神経の視覚に関与するセロトニン受容体に作用し、幻覚や精神錯乱を引き起こすと考えられている。エルゴットアルカロイドやLSDと構造が似ており、日本ではこれらを含むキノコが麻薬に指定されている。 | [ 108 ] |
| ジロミトリン類 （ジロミトリン、モノメチルヒドラジン、その他のヒドラジン化合物）                                                                       | シャグマアミガサタケ | 生体内で加水分解を受け、N-メチル-N-フォルミルヒドラジン、さらにモノメチルヒドラジンに変化し、主に肝臓に対して毒性を示す。この症状はアマニタトキシンによる中毒症状に似ている。水溶性のためキノコを煮沸すると99%以上抽出できるが、揮発性があるので蒸気を吸っても中毒を起こしてしまう。 ノボリリュウタケ、クロノボリリュウタケ、ウスベニミミタケ、ホテイタケ、ニカワチャワンタケ、ズキンタケ、ヘラタケなどにも微量含まれる。                                                                            | [ 108 ] |
| タンパク質性毒成分 | タマゴテングタケ、ガンタケ、オオシロカラカサタケ、ニガクリタケ、ドクヤマドリ、エノキタケ、ヒラタケ、アラゲキクラゲ、ウツロイイグチなど | 溶血作用を示すものが多い。名称がついている毒成分としては、ファロシン、ルベッセンスリシン、モリブドフィリシン、ファシキュラーレリシン、ボレベニン、フラムキトシン（TDP-プロテイン）、プリューロトキシン、オウリトキシン、ボラフィニンなどがある。 | [ 108 ] |
| トリコテセン類 （ロリジン、ベルカリン、サトラトキシンなど）                                                                                           | カエンタケ | 猛毒のカビ毒として有名な化合物で、白血球の減少や皮膚びらんが起こるのが特徴。皮膚刺激性が高い。カエンタケの子実体からはサトラトキシンHのみが得られるが、菌を培養すると、ロリジンやベルカリンも生成する。 | [ 108 ] |
| ファシキュロール類 | ニガクリタケ | 苦味成分でもあり、カルモジュリン阻害活性を持つものやマウスの呼吸神経を麻痺させて死に至らしめるものもある。オオワカフサタケの毒成分クルスツリノールと構造的に類似性がある。 | [ 108 ] |
| ムスカリン類 | ベニテングタケ、シロトマヤタケ、オオキヌハダトマヤタケなど                                                                             | コリン作動性神経系に作用して、発汗や流涎、血圧低下などを引き起こす。エピムスカリン、アロムスカリン、アロエピムスカリンというムスカリンの類縁体があるが、いずれも毒性はムスカリンよりも弱い。 | [ 108 ] |

## キノコ狩り

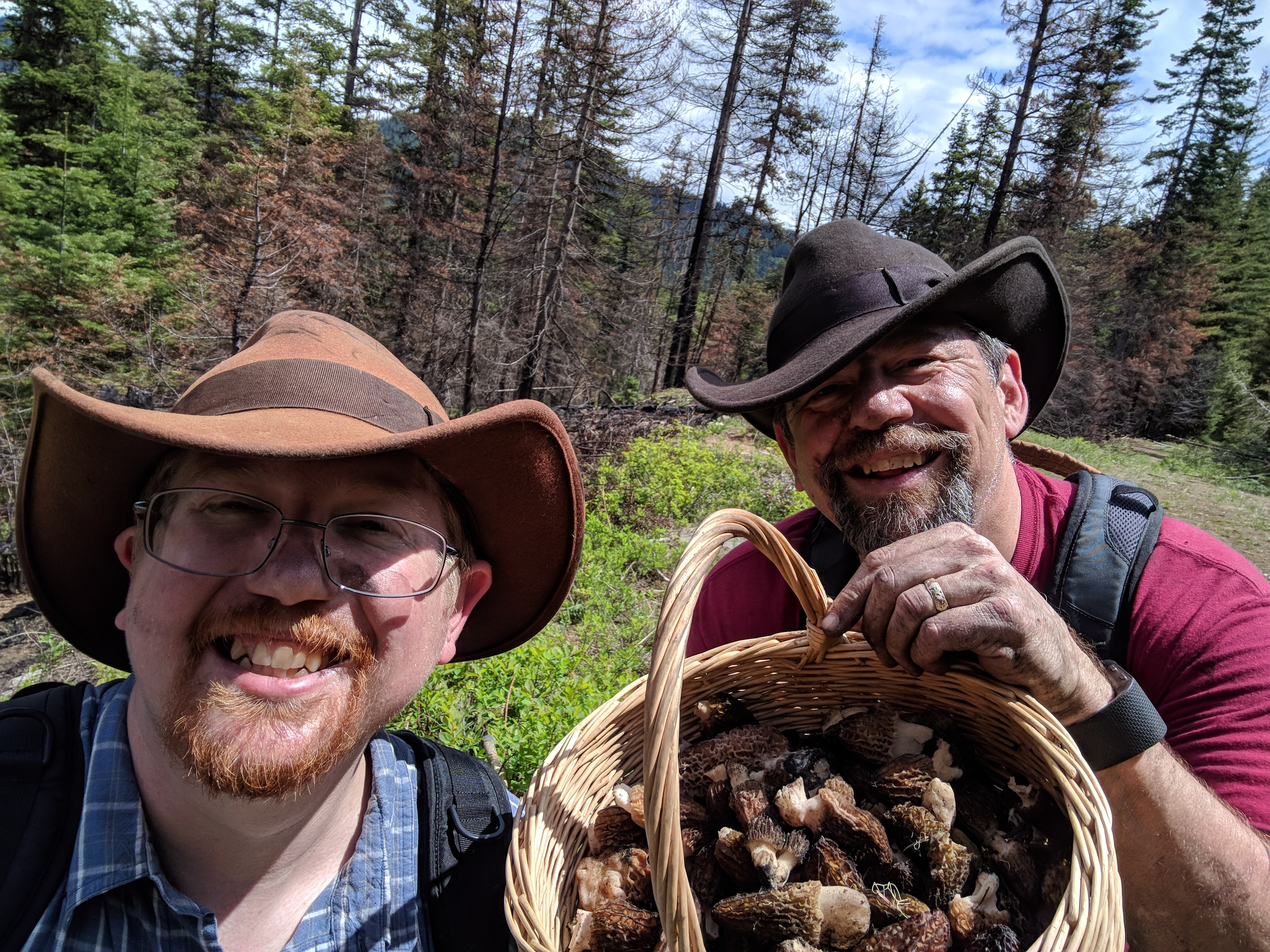
キノコ狩りの成果を披露する男性の親子

登山やハイキングなどと同様に歩きやすく、森の中ではかぶれの原因となる植物や、虫刺されのリスクがあるため、長袖長ズボン、帽子、ときには長靴や手袋がキノコ狩りに適した服装となる。採取したキノコは壊れやすいうえ蒸れやすいため、壊さない・蒸らさないように、通気性のある編んだ籠や大きめの紙袋などに入れて運ぶのが適している。毒キノコが混入することを防ぐ意味もあり、なるべく種類ごとに紙袋や古新聞紙などに小分けするほうが望ましいとされる。研究目的で採取する場合は、他のキノコの胞子や組織が混入しないように、また崩れないように丁寧に採る必要がある。生えているキノコをきれいに剥ぎ取るため、キノコ狩り用のナイフや山菜鎌も使用される。また、キノコの種類を識別するため、携行品にルーペやマクロレンズ付きのカメラがあるとなおよい。
同定会（野生キノコの観察会）は、日本で主に秋のキノコ採集シーズンにおいて、各地域のキノコ愛好家団体などによって開催されている。公設試験研究機関や大学のキノコ関連の研究室が開催している場合もある。同定会に参加すれば、判定するための試薬や顕微鏡といった資材が利用できる上、複数の経験者により的確な判断が得られることなど、安全さと正確さを確保することができる。また、自分で採集したキノコ以外を観察することもできるので、単なる食・毒の判断にとどまらずキノコ全般や現地の自然環境についての知識を養うことができる。
同定会の前に採集会がセットされているのが通例で、団体で行動することにより山中でのトラブルを避けることができる。まずはキノコ狩りの対象となる山に、入山していいかどうか確認する。山中のトラブルといえば転落事故や熊・イノシシなどによる被害をイメージしがちだが、他には、他人の私有地の中に踏み込み、そこでキノコを採取したことによる財産権の問題である。日本の山野はほとんどが私有地や自治体の所有地であるなど、所有者がいるため入山する場合は必ず許可を取る必要があり、入山料をとってキノコ狩りを許可するところもあるが、国立公園や国定公園では採取が禁止されている。また、特に狭い地域に多人数が押し寄せてキノコを探しまわって踏み荒らしたり、根こそぎキノコを取り去ったりすると発生環境が攪乱され、菌糸体そのものがダメージを受けることにもつながり、来シーズンの収穫見込みが減るだけではなく、その区域の自然の多様性を損なうおそれがある。自然を守る責任もあることを自覚し、食べられるものだけを少量採り、地下の菌糸を傷つけないよう、キノコを採った痕の穴は土と落ち葉で元通りに埋め戻すのがマナーとされる。
キノコ狩りで山間部へ立ち入る際には、一般的に日差しが適度に入る南東向きの水はけの良い場所がポイントとされ、具体的には遊歩道沿いや登山道沿い、山を切り開いた林道や土手、防風林、雑木林、公園、植林地などがよいとされる。キノコに夢中になるあまり、方向を見失って遭難する例は多く、迷わないように時々位置を確認する注意が必要である（山菜取りの項も参照）。クマやハチ、毒蛇に対する注意も必要である。これは日本に限ったことではなく、イタリアなど海外でも遭難事故の例がある。
キノコを採取するときは、手で採ったり、ハサミやナイフなどを使って切り取る。地面から生えているキノコは、柄を持って揺さぶりながら引き抜くと簡単に抜けることもあるが、中には根元が深いもの、壊れやすいもの、根元が同定のために必要なものは根元に指を入れて起こすようにするか、根堀りと呼ばれる小型スコップを使った方が良い。地面から生えているキノコは、柄の根元を掘ってツボがあるかどうかを確認すると、有毒種が多いテングタケ属と見分ける際に役立つ。切り株や倒木に生えているキノコは、ハサミやナイフを使って丁寧に切り取るが、このとき木の皮ごと小さなキノコまで取り去ると、次からキノコが生えなくなってしまう。持ち帰るときは、なるべく泥汚れやゴミなどを現地で落とし、石突きごとナイフで切り落とすとよい。
なお、日本では2002年の政令改正施行により、シビレタケ属・ヒカゲタケ属・アイゾメヒカゲタケ属の一部のキノコ13種が麻薬取締法の規制対象となり、それらのキノコを採取したり所持するだけで罪になるので注意が必要である。

## キノコ栽培

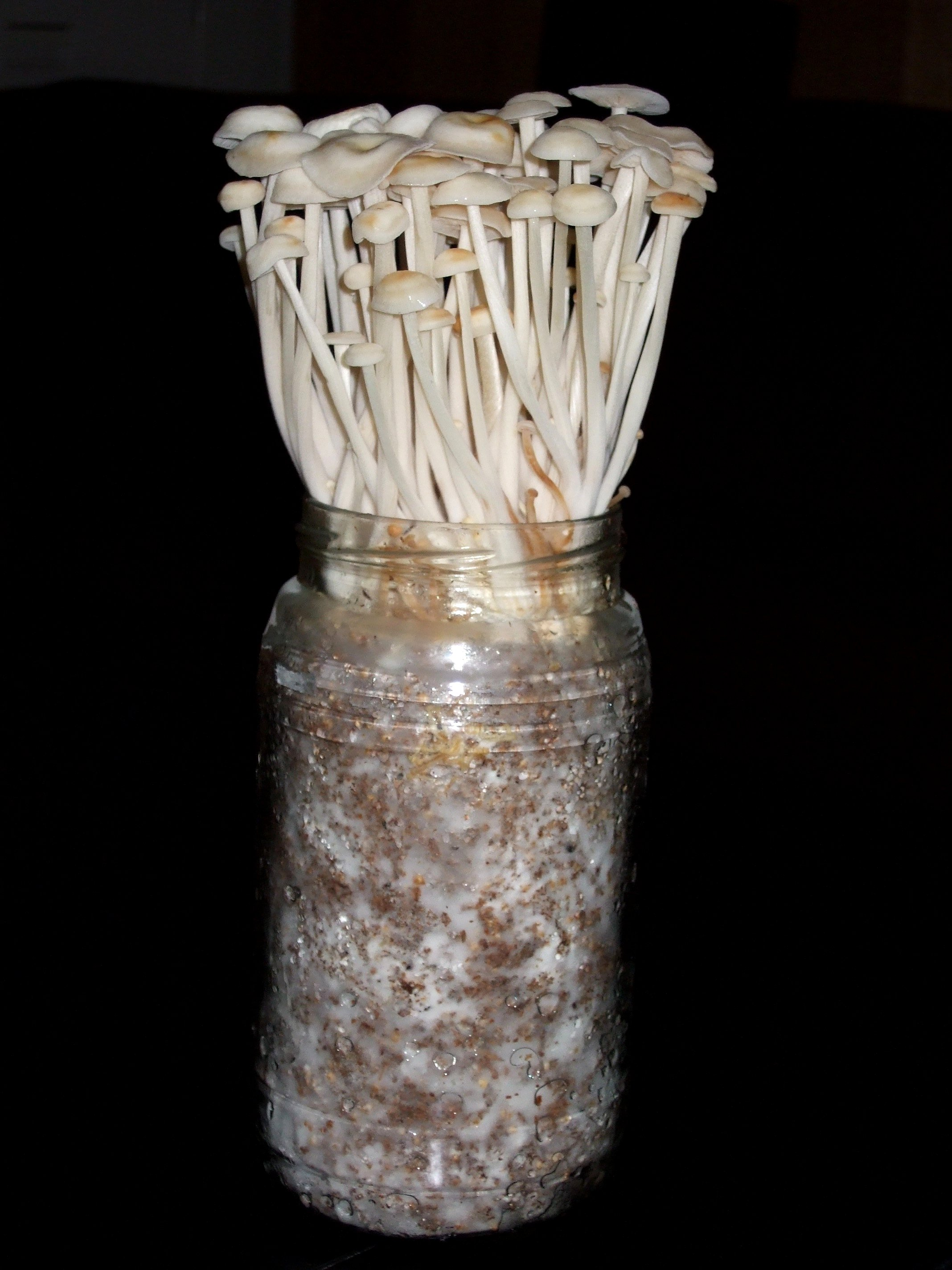
栽培エノキタケ。野生エノキタケとは姿が異なり、主に柄の部分を食べる。

有用なキノコでは、栽培されてきたものもある。シイタケなどを枯れ木に接種して育てる原木栽培、マッシュルームなどを堆肥を敷いて育てる堆肥栽培などが古くから行われ、現在ではおがくずなどの基質を滅菌して菌を育てる菌床栽培も行われている。また、マツタケなど人工培養が出来ないものでも、その生育地の環境を整えて増殖をはかる林地栽培が行われている例もある。現在も新しい菌種の栽培が試みられている。
野外にかぎらず屋内で栽培される場合も多い。採石場の跡地などを利用して大規模に生産される施設もある。アメリカでは自宅の地下室でキノコを堆肥栽培することが流行した。
その菌種の栽培法に適した栽培法を採用し、菌糸体の成長のための温度を保ち、エノキタケやヒラタケのように培地への菌糸体のまん延と同時に子実体を形成する菌種以外では、熟成期間を要する。日本で食用にされる一般的な食用菌種では25から30度ほどの温度が菌糸体の成長に適しており、子実体の形成には10度前後が適する菌種であったり、15度前後であったりと幅がある。また多くは真っ暗では子実体を形成しないため、最高で500ルクスほどの紫外線を照射し、またこの光という条件は奇形化を防ぎ子実体をよく成長させるために必要である。
現代では、シイタケやマイタケなど一部の食用キノコの栽培技術が確立していることによって、いつでも好きなときに食べることができる。また、非常に安価に手に入ること、清潔であること、安全であることが栽培キノコの利点として挙げられる。これに対して野生キノコは土質や植物の含有成分の影響を直接受けて、毒を持ったり、セシウムやカドミウムなどの放射性金属や重金属を特異的に濃縮したりすることが知られている。日本のナメコやシイタケの栽培農家、欧米のマッシュルームやヒラタケ類の栽培農家でも、長年胞子を吸い続けたことにより、アレルギー性肺炎が起こることが知られている。

## 食用以外のキノコの利用例
染料
キノコ染料として、羊毛などを染めるのに使用された。
着火用の火口、布
多孔菌から作られる可燃性のスポンジ状の素材は、アマドゥと呼ばれ、紀元前の頃から火をつける際の火口や焚き付けに使用された。また、フェルトのような衣類素材、水をぬぐうスポンジとしても利用される。20世紀初頭まではガーゼの代わりとして販売されていた。
農業活用、廃棄物の分解など
菌根菌を用いた農業利用、廃棄物の分解などにも活用される。木材腐朽菌を利用したダイオキシンなどの有害物質の無害化やバイオエタノール生産の研究、廃タイヤの再利用研究なども行われている。

## 種類
現在のキノコ類の分類は、個々の種に2命名法による学名が与えられ、国際命名規約に従って分類されるようになっており、1980年代までは主に肉眼と顕微鏡的特徴に基づいて行われてきた。1990年代に入ると、これらに加えてDNA解析により分子生物学的手法が菌類にも導入されるようになり、2000年代以降は菌類の新種報告数が急激に増加し、2014年以降は年間2000種を超える報告がなされている。さらに、従前の形態的な特徴に基づく分類体系が見直されて、分子系統解析を用いて菌類全体の分類体系が再構築され、21世紀に入ってから20年の間に劇的な変化を見せている。
菌類は世界中に150万種ほどいると推定されており、そのうち報告されているのはわずか数パーセントほどで、ほとんどの菌類は未知の存在だといわれている。日本だけでも和名がついているものが約3000種ほどあるが、名前がついてないものを含めた種の総数はその3倍以上と考えられている。明確な学名が与えられたキノコでも、日本のものと海外のものが確実に同種であるかどうかわからないものもある。また、同種のキノコでも、発生地域によっては含まれる成分が同じとは限らない。そのため日々研究が進められており、毎年新種が報告されている。

### 子嚢菌門 Ascomycota
- チャワンタケ綱 Pezizomycetes
  - チャワンタケ目 Pezizales トガリアミガサタケ（アミガサタケ科アミガサタケ属）

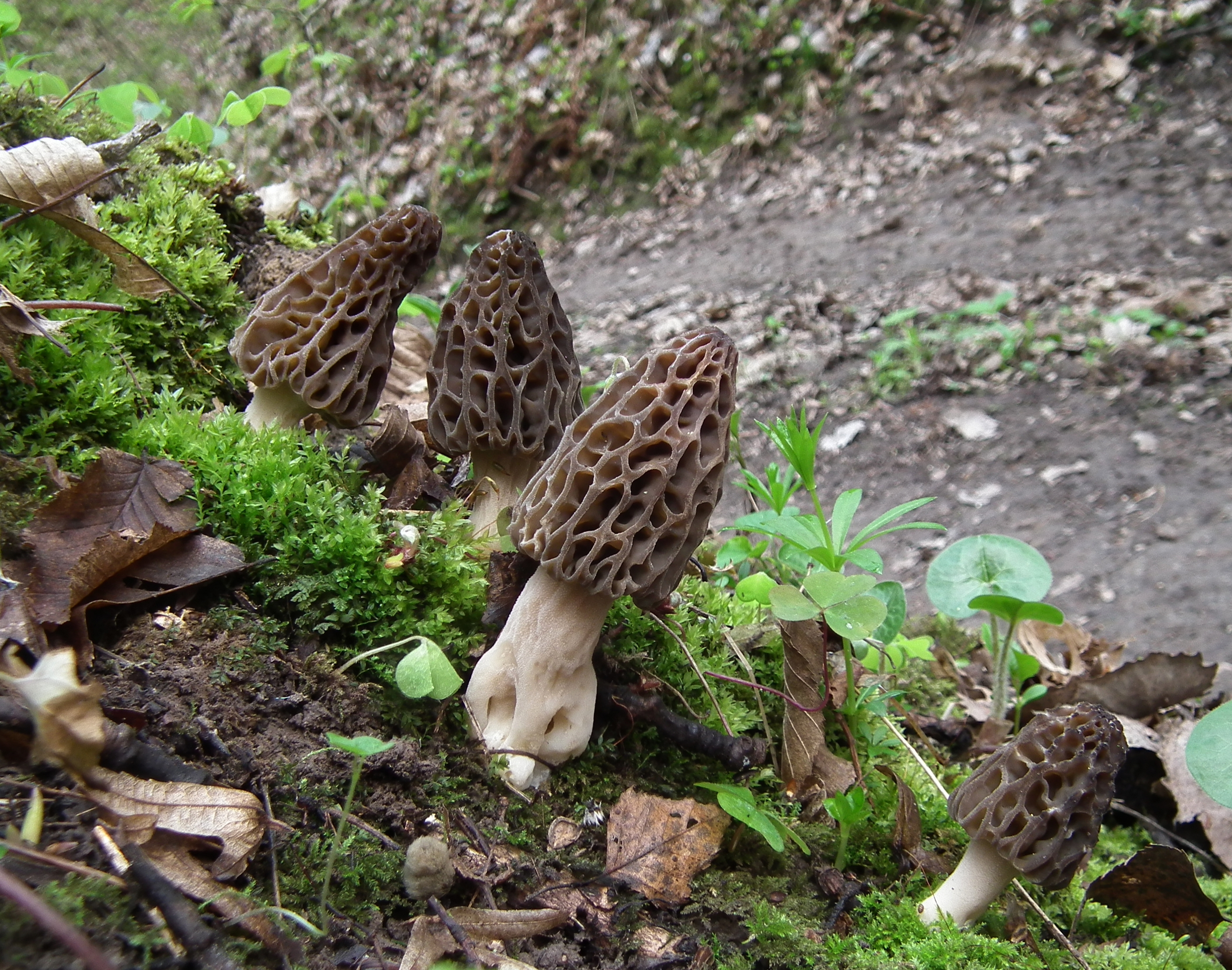
トガリアミガサタケ（アミガサタケ科アミガサタケ属）

    - フクロシトネタケ科 Discinaceae - クルミタケ属、シトネタケ属、シャグマアミガサタケ属など
    - ノボリリュウ科（ノボリリュウタケ科）Helvellaceae - ノボリリュウ属
    - アミガサタケ科 Morchellaceae - アミガサタケ属、オオズキンカブリタケ属、カニタケ属、セイヨウイモタケ属、テンガイカブリ属など
    - チャワンタケ科 Pezizaceae - チャワンタケ属、カバイロチャワンタケ属、マルミノチャワンタケ属など
    - ピロネマキン科 Phyronemataceae - ヒイロチャワンタケ属、アラゲコベニチャワンタケ属、ソウェルリエルラ属など
    - ツチクラゲ科 Rhizinaceae - ツチクラゲ属など
    - ベニチャワンタケ科 Sarcoscyphaceae - ベニチャワンタケ属、アラゲコベニチャワンタケ属など
    - クロチャワンタケ科 Sarcosomataceae - エツキクロコップタケ属、オオゴムタケ属など
    - ミミブサタケ科 Wynneaceae - ミミブサタケ属、ゲオディナ属
- エウロチウム綱  Eurotiomycetes
  - エウロチウム目 Eurotiales
    - アスペルギウス科 Aspergillaceae - カキノミタケ属など
    - ツチダンゴ科 Elaphomycetaceae - コウボウフデ属、ツチダンゴ属
    - マユハキタケ科 Trichocomataceae - マユハキタケ属
- テングノメシガイ綱 Geoglossomycetes テングノメシガイ（テングノメシガイ科テングノメシガイ属）

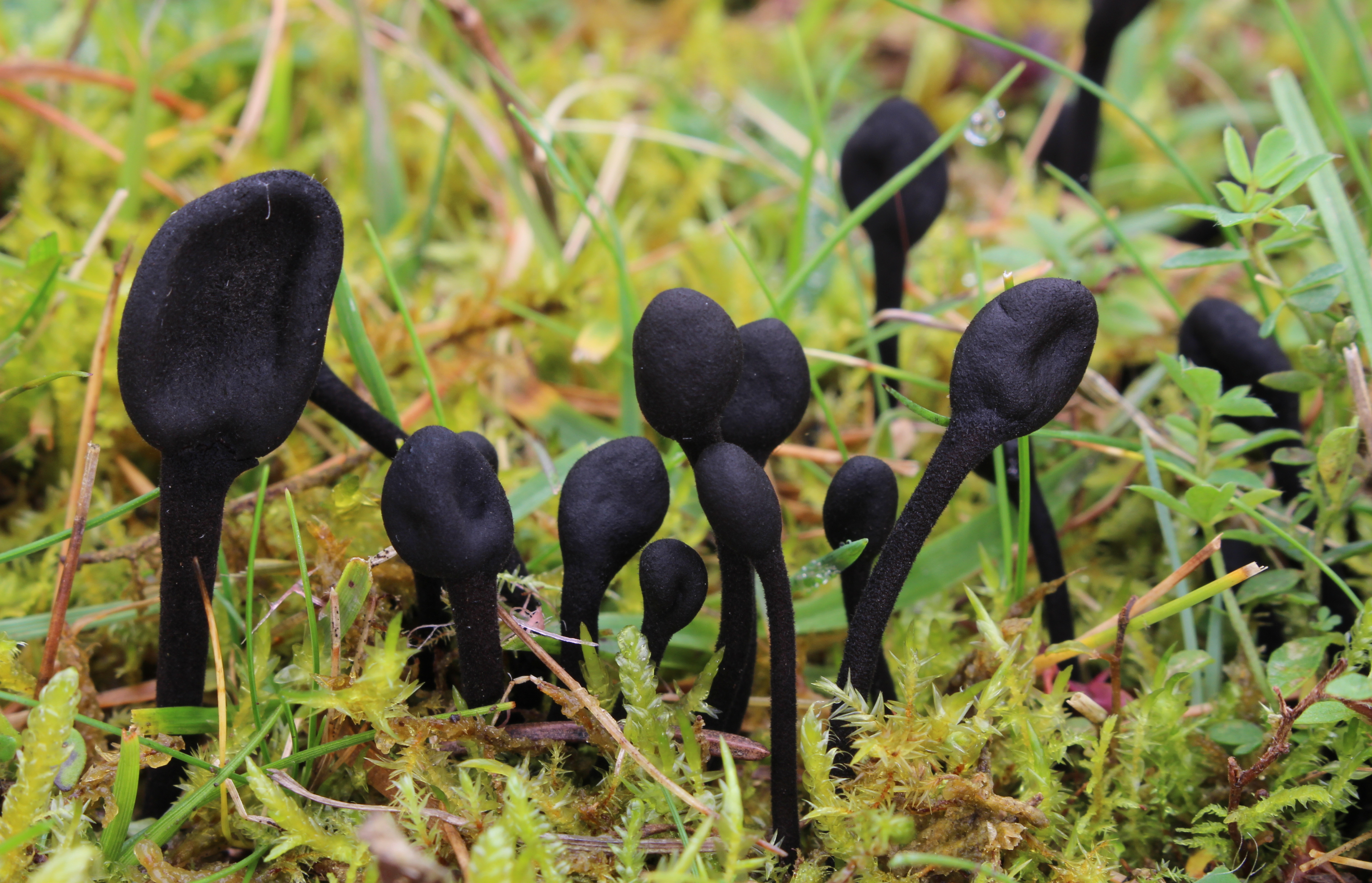
テングノメシガイ（テングノメシガイ科テングノメシガイ属）

  - テングノメシガイ目 Geoglossales
    - テングノメシガイ科 Geoglossaceae - テングノメシガイ属、ヒメテングノメシガイ属など
- ズキンタケ綱 Leotiomycetes
  - ビョウタケ目 Helotiales
    - ビョウタケ科 Helotiaceae - ビョウタケ属、ゴムタケモドキ属

  - キンカクキン目 Selerotiniales
    - ロクショウグサレキン科 Chlorociboriaceae - ロクショウグサレキン属、ドチオリナ属
    - ヘミファキジウム科 Hemiphacidiaceae - カンムリタケ属など

  - ズキンタケ目 ズキンタケ（ズキンタケ科ズキンタケ属）

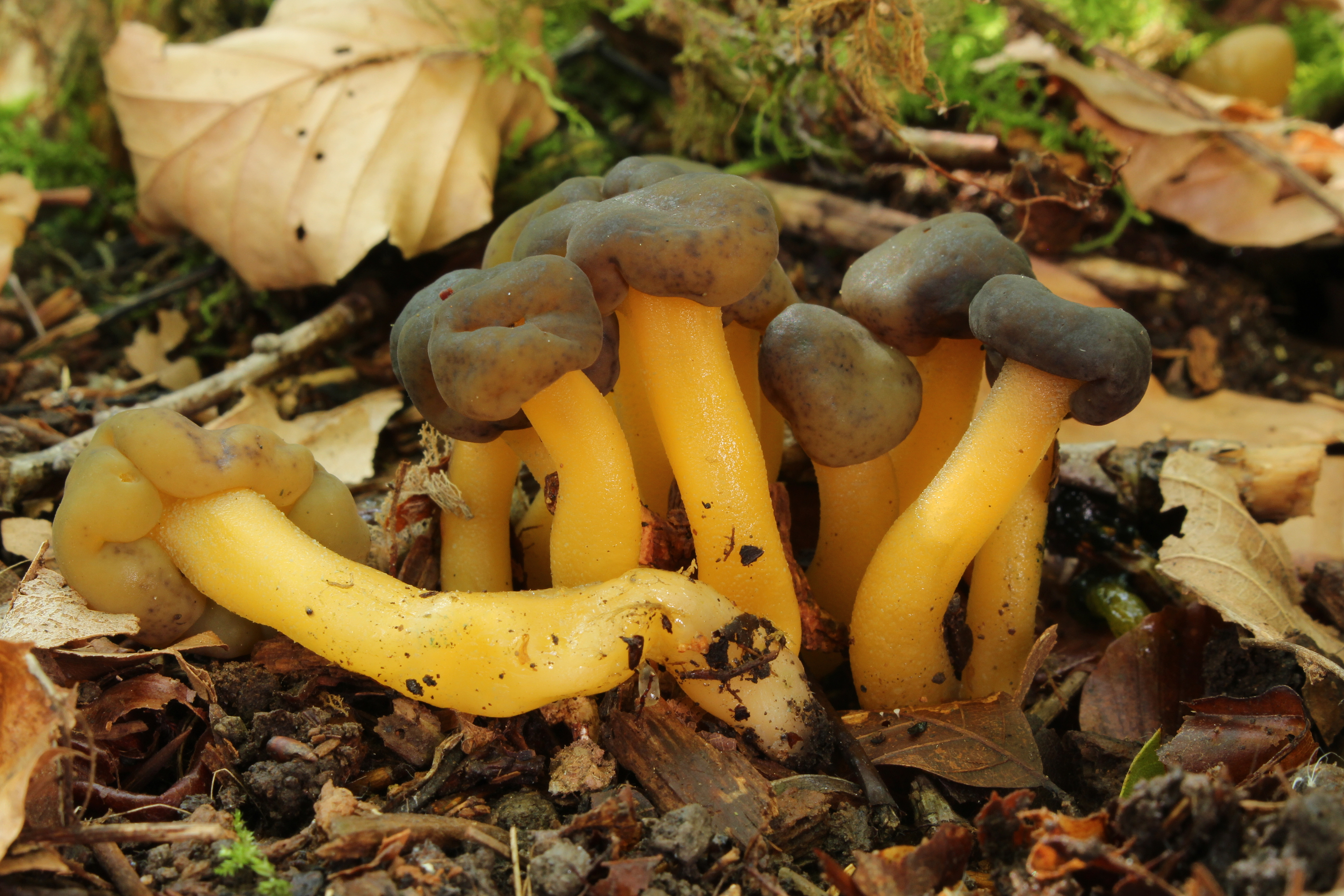
ズキンタケ（ズキンタケ科ズキンタケ属）

    - ズキンタケ科 Leotiaceae - ズキンタケ属など

  - ファキジウム目 Phacidiales
    - ファキジウム科 Phacidiaceae - ゴムタケ属など

  - リチスマ目 Rhytismatales
    - リチスマ科 Rhytismaceae - ヘラタケ属、ホテイタケ属など
- フンタマカビ綱 Sordariomycetes
  - ボタンタケ目 Hypocreales サナギタケ（ノムシタケ科ノムシタケ属）

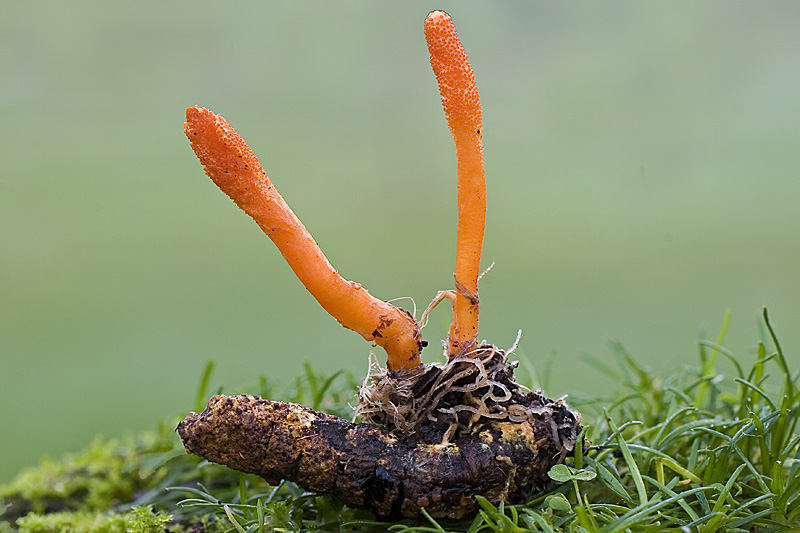
サナギタケ（ノムシタケ科ノムシタケ属）

    - ノムシタケ科 Cordycipitaceae - ノムシタケ属など
    - ニクザキン科 Hypocreaceae - トリコデルマ属など
    - オフィオコルジケプス科 Ophiocordycipitaceae - オフィオコルジケプス属、ハナヤスリタケ属など

  - クロサイワイタケ目 Xylariales
    - アカコブタケ科 Hypoxylaceae - アカコブタケ属、チャコブタケ属など
    - クロサイワイタケ科 Xylariaceae - マメザヤタケ属など

### 担子菌門 Basidiomycota
- シロキクラゲ綱 Tremellomycetes
  - シロキクラゲ目 Tremellales シロキクラゲ（シロキクラゲ科シロキクラゲ属）

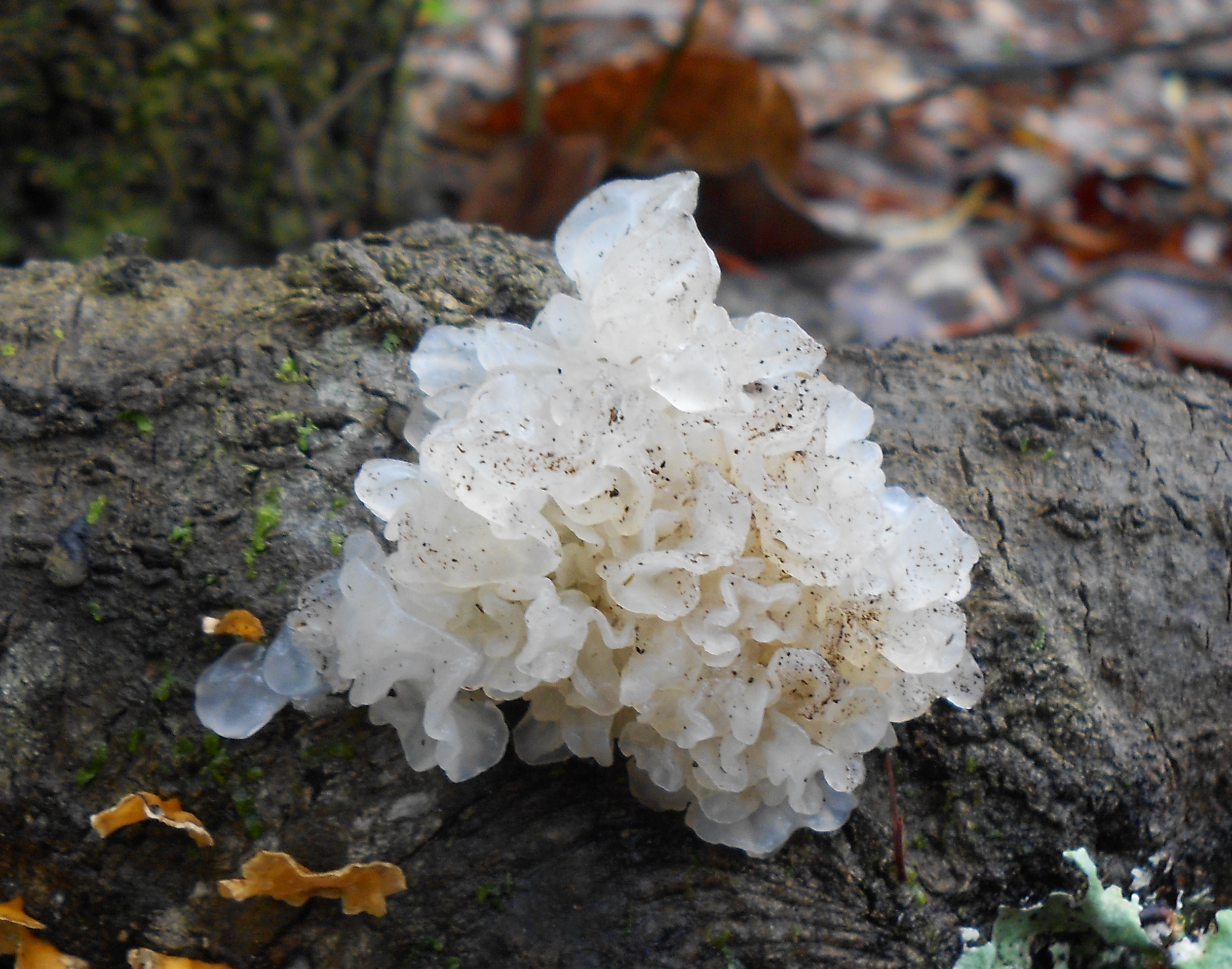
シロキクラゲ（シロキクラゲ科シロキクラゲ属）

    - シロキクラゲ科 Tremellaceae - シロキクラゲ属、ハナビラニカワタケ属など

  - ホルテルマンニア目 Holtermanniales
    - ホルテルマンニア科 Holtermanniaceae - ニカワツノタケ属など
- アカキクラゲ綱 Dacrymycetes
  - アカキクラゲ目 Dacrymycetales
    - アカキクラゲ科 Dacrymycetaceae - アカキクラゲ属、ツノマタタケ属、ニカワホウキタケ属など
- ハラタケ綱 Agaricomycetes
  - ハラタケ目 Agaricales キシメジ（キシメジ科キシメジ属）コガネタケ（カブラマツタケ科コガネタケ属）ヒトヨタケ（ナヨタケ科ヒメヒトヨタケ属）カンゾウタケ（カンゾウタケ科カンゾウタケ属）

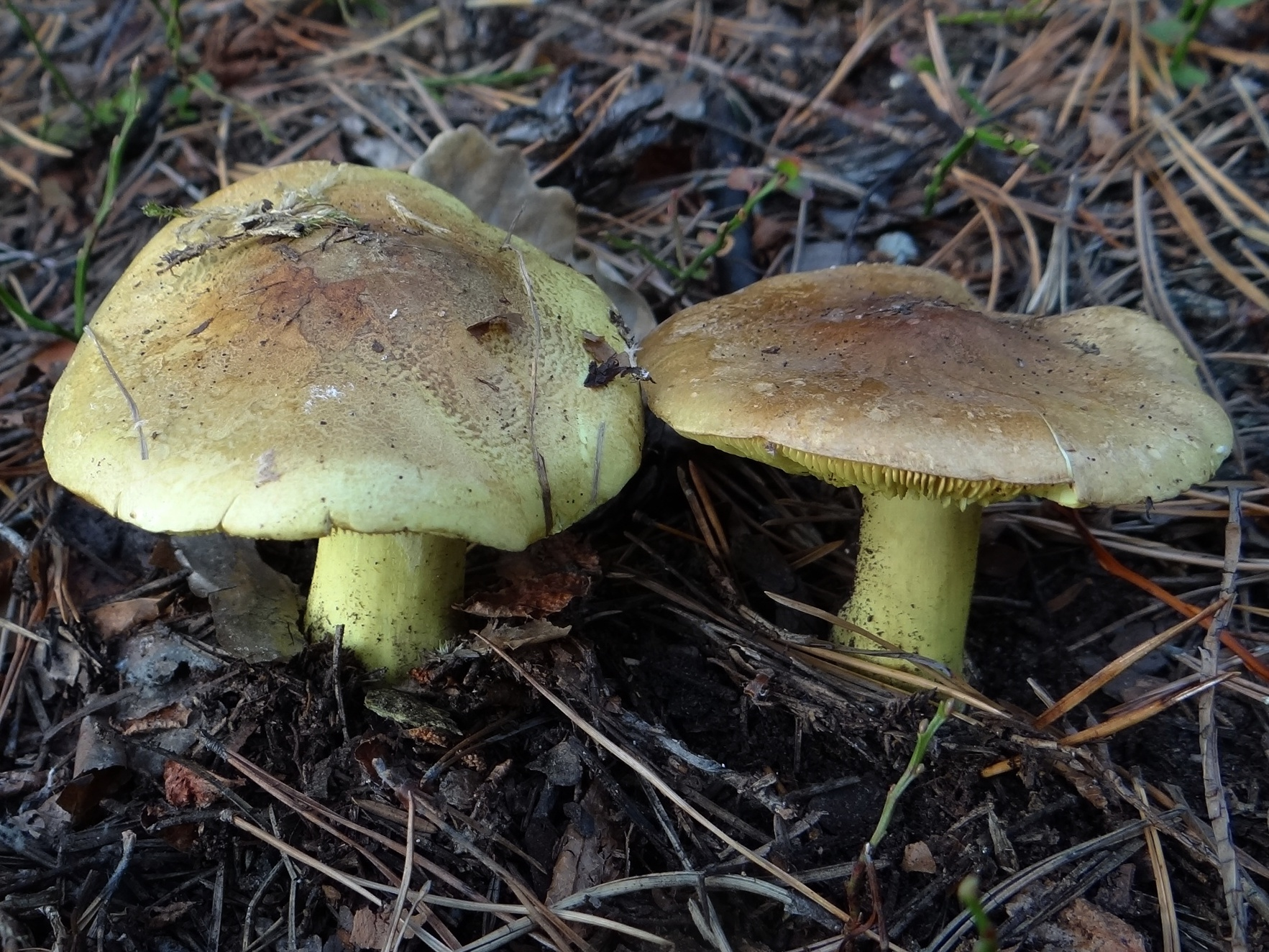
キシメジ（キシメジ科キシメジ属）

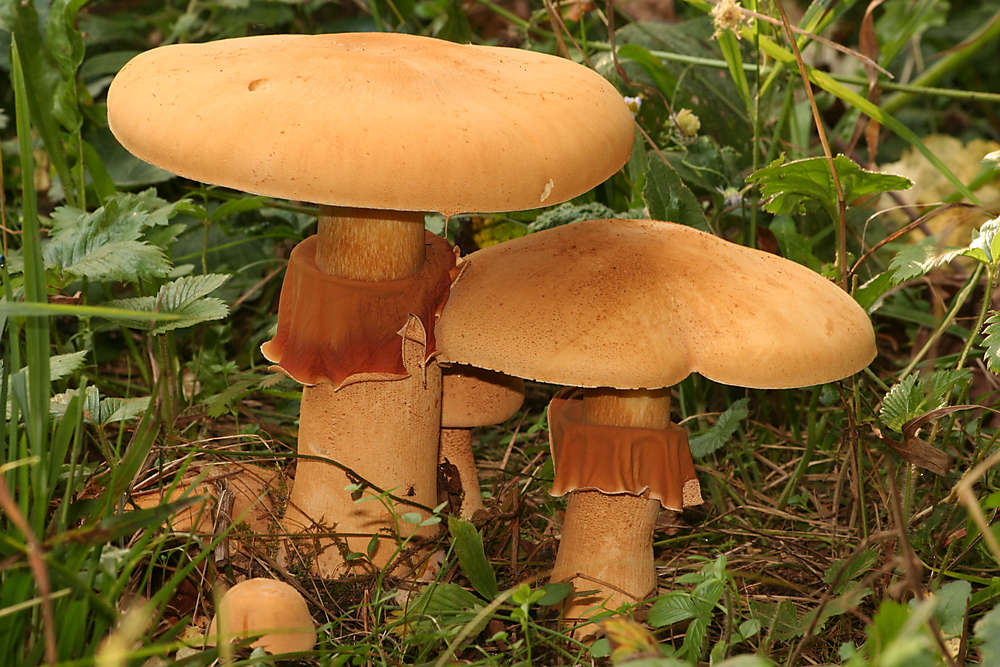
コガネタケ（カブラマツタケ科コガネタケ属）

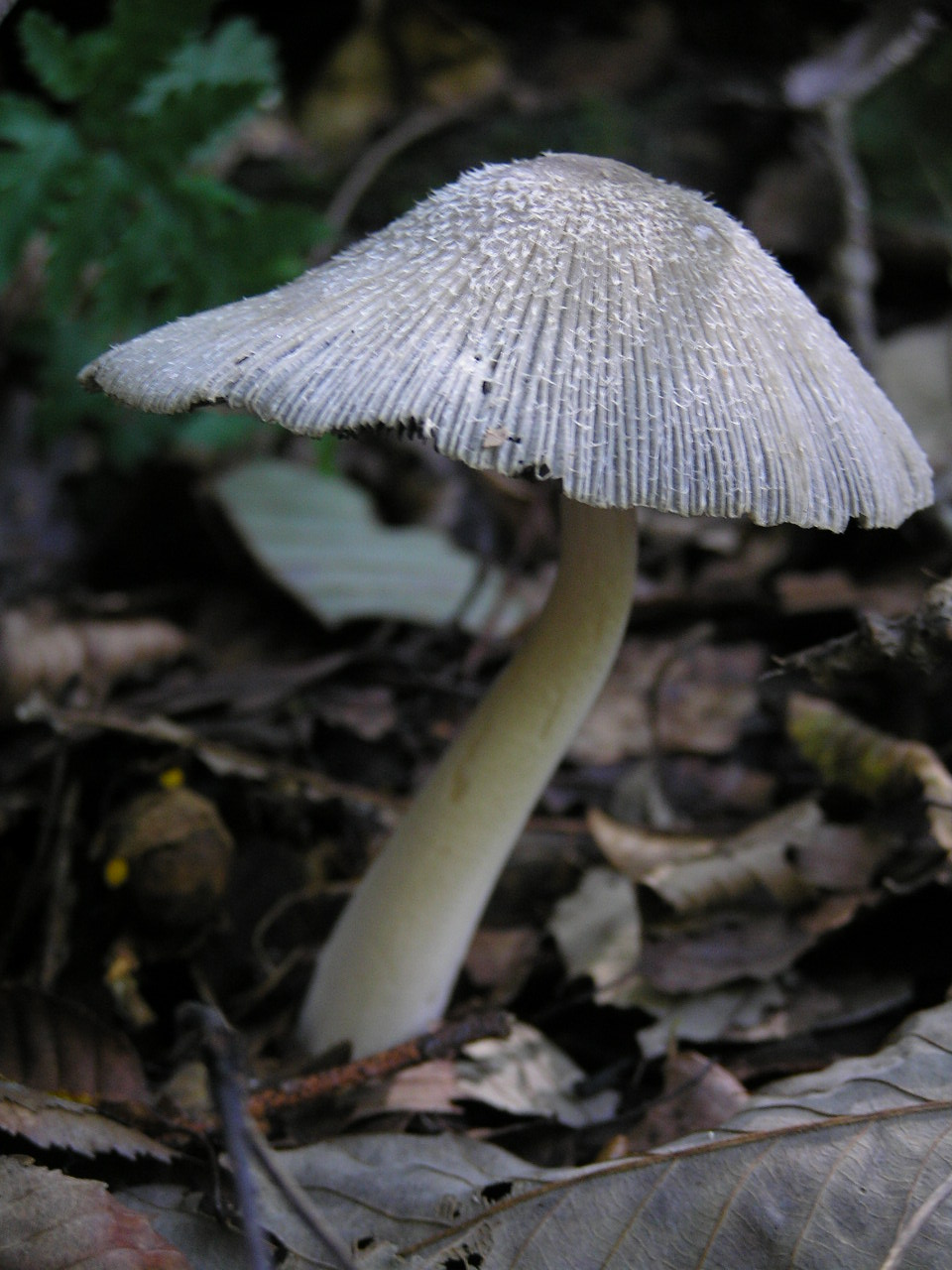
ヒトヨタケ（ナヨタケ科ヒメヒトヨタケ属）

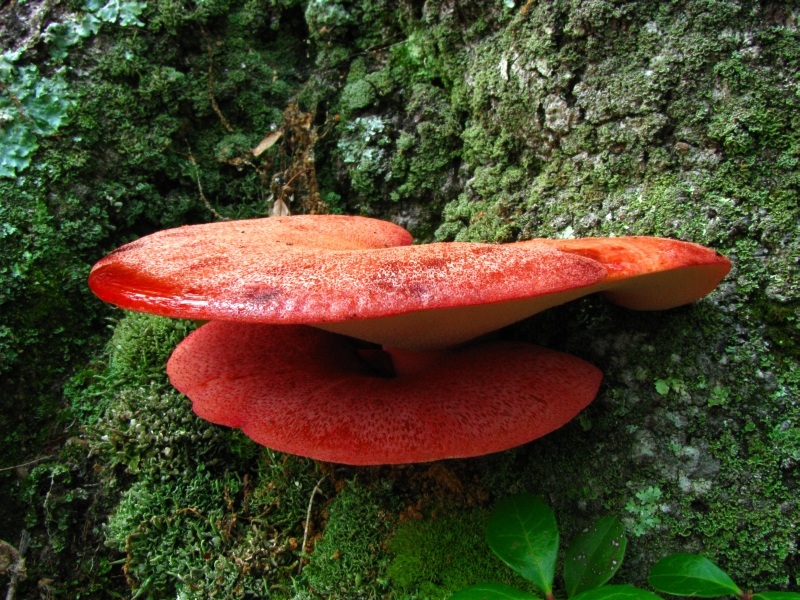
カンゾウタケ（カンゾウタケ科カンゾウタケ属）

    - ヒラタケ科 Pleurotaceae - ヒラタケ属、ヒメムキタケ属など
    - ツキヨタケ科 Omphalotaceae - アカアザタケ属、カプベニチャ属、シイタケ属、ツキヨタケ属、モリノカレバタケ属など
    - ヌメリガサ科 Hygrophoraceae - アカヤマタケ属、アケボノタケ属、オトメノカサ属、ヌメリガサ属、ホテイシメジ属、ワカクサタケ属など
    - シメジ科 Lyophyllaceae - シメジ属、シロタモギタケ属、ヤグラタケ属、ヤケノシメジ属、ユキワリ属など
    - ヒメキシメジ科 Callistosporiaceae - ヒメキシメジ属など
    - ヒドナンギウム科 Hydnangiaceae - キツネタケ属、ヒドナンギウム属など
    - キシメジ科 Tricholomataceae - アスプロパキシルス属、カヤタケ属、キシメジ属、サマツモドキ属、シジミタケ属、シロコケシジミガサ属、ニオウシメジ属、ハイイロサカズキタケ属、ハイイロシメジ属、パラピストプシス属、ムラサキシメジ属、ヤグラタケモドキ属など
    - オオモミタケ科 Biannulariaceae - モミタケ属など
    - タマバリタケ科 Physalacriaceae - エノキタケ属、ダイダイガサ属、ツエタケ属、ナラタケ属、ナラタケモドキ属、ヌメリツバタケ属、ビロードツエタケ属、マツカサキノコ属など
    - ポロテウム科 Porotheleaceae - ヒロヒダタケ属、ヒメヒロヒダタケ属、ニセアシナガタケ属など
    - ムキタケ科 Sarcomyxaceae - ムキタケ属のみ
    - クロサカズキシメジ科 Pseudoclitocybaceae - クロサカズキシメジ属など
    - クヌギタケ科 Mycenaceae - クヌギタケ属、シラウメタケモドキ属、ヌナワタケ属、ヒメカバイロタケ属、ワサビタケ属など
    - ホウライタケ科 Marasmiaceae - アシグロホウライタケ属、クリイロムクエタケ属、シロホウライタケ属、ニセアシナガタケ属、ニセホウライタケ属、ニセマツカサシメジ属、ホウライタケ属など
    - テングタケ科 Amanitaceae - テングタケ属、ヌメリカラカサタケ属など
    - カブラマツタケ科 Squamanitaceae - コガネタケ属、カブラマツタケ属、シワカラカサタケ属、ヒメオニタケ属など
    - チャヒラタケ科 Crepidotaceae - チャヒラタケ属、ビロードムクエタケ属など
    - アセタケ科 Inocybaceae - アセタケ属など
    - ヒメノガステル科 Hymenogastraceae - ケコガサタケ属、シビレタケ属、チャツムタケ属、ヒメノガステル属、ワカフサタケ属など
    - ハラタケ科 Agaricaceae - オオシロカラカサ属、オニタケ属、カラカサタケ属、キツネノカラカサタケ属、キヌカラカサタケ属、コチャダイゴケ属、コナカラカサタケ属、シロカラカサタケ属、チャダイゴケ属、ツネノチャダイゴケ属、ハラタケ属、ヒメオニタケ属、ケシボウズタケ属、ササクレヒトヨタケ属など
    - ナヨタケ科 Psathyrellaceae - キララタケ属、ナヨタケ属、ヒカゲタケ属、ヒメヒガサヒトヨタケ属、ヒメヒトヨタケ属、ムジナタケ属など
    - オキナタケ科 Bolbitiaceae - オキナタケ属、キクロキベタケ属、キショウゲンジ属、コガサタケ属、フミズキタケ属など
    - フウセンタケ科 Cortinariaceae - フウセンタケ属など
    - モエギタケ科 Strophariaceae - クリタケ属、シコンアジロガサ属、シブイロスギタケ属、スギタケ属、センボンイチメガサ属、ミヤマツバタケ属、モエギタケ属など
    - イッポンシメジ科 Entolomataceae - イッポンシメジ属、ヒカゲウラベニタケ属、ムツノウラベニタケ属など
    - ウラベニガサ科 Pluteaceae - ウラベニガサ属、オオフクロタケ属、フクロタケ属など
    - スエヒロタケ科 Schizophyllaceae - スエヒロタケ属など
    - カンゾウタケ科 Fistulinaceae - カンゾウタケ属、ヌルデタケ属など
    - ホコリタケ科 Lycoperdaceae - ホコリタケ属など
    - シロソウメンタケ科 Clavariaceae - シロソウメンタケ属、ナギナタタケ属など
    - フサタケ科 Pterulaceae - フサタケ属、ハナビタケ属など
    - キヒラタケ科 Phyllotopsidaceae - キヒラタケ属、クダタケ属、スギヒラタケ属など

  - イグチ目 Boletales アカヤマドリ（イグチ科アカヤマドリ属）ショウロ（ショウロ科ショウロ属）

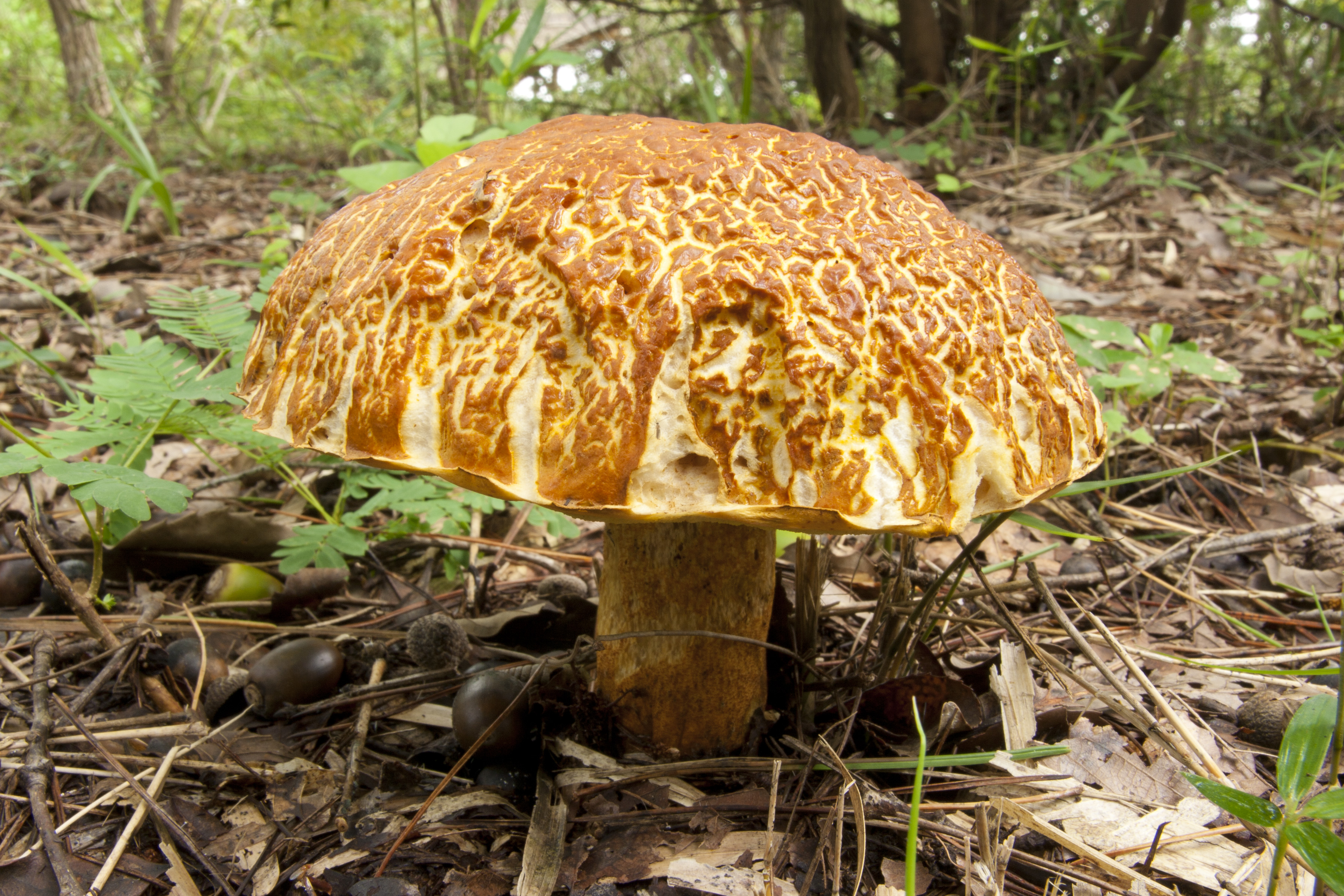
アカヤマドリ（イグチ科アカヤマドリ属）

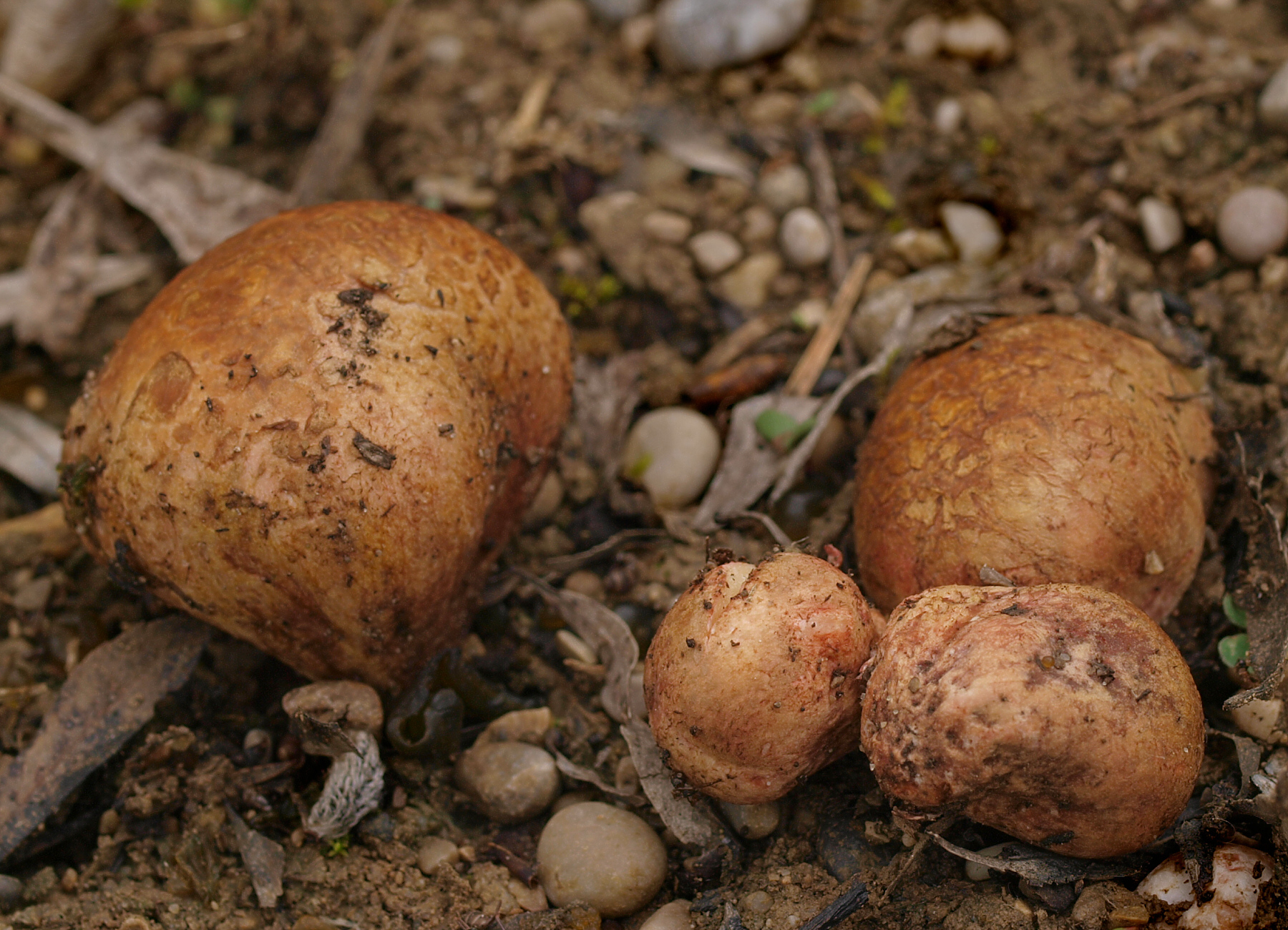
ショウロ（ショウロ科ショウロ属）

    - イグチ科 Boletaceae - アカヤマドリ属、アケボノアワタケ属、アワタケ属、イロガワリ属、ウツロイイグチ属、ウラグロニガイグチ属、ウラベニイロガワリ属、オニイグチ属、キアミアシイグチ属、キイロイグチ属、キクバナイグチ属、キッコウアワタケ属、キヒダタケ属、クロイグチ属、クロキノボレトゥス属、コウジタケ属、コショイウイグチ属、チウア属、ニガイグチ属、ニセイロガワリ属、ヌメリコウジタケ属、ベニイグチ属、ホオベニシロアシイグチ属、ヤシャイグチ属、ヤマイグチ属、ヤマドリタケ属など
    - ミダレアミイグチ科 Boletinellaceae - ミダレアミイグチ属
    - クリイロイグチ科 Gyroporaceae - クリイロイグチ属
    - ヌメリイグチ科 Suillaceae - ヌメリイグチ属、トゥルンココルメラ属
    - オウギタケ科 Gomphidiaceae - オウギタケ属、クギタケ属、ゴンフォガステル属
    - ヒロハアンズタケ科 Hygrophoropsidaceae - ヒロハアンズタケ属、ヒメシワタケ属
    - ヒダハタケ科 Paxillaceae - ヒダハタケ属、ハンノキイグチ属、メラノガステル属
    - イチョウタケ科 Tapinellaceae - イチョウタケ属、キシワタケ属など
    - クチベニタケ科 Calostomataceae - クチベニタケ属のみ
    - ディプロシスチジア科 Diplocystidiaceae - ツチグリ属など
    - ショウロ科 Rhizopogonaceae - ショウロ属など
    - ニセショウロ科 Sclerodermataceae - ニセショウロ属、コツブタケ属など

  - ヒメツチグリ目 Geastrales
    - ヒメツチグリ科 Geastraceae - ヒメツチグリ属など

  - ラッパタケ目 Gomphales キホウキタケ（ラッパタケ科ホウキタケ属）

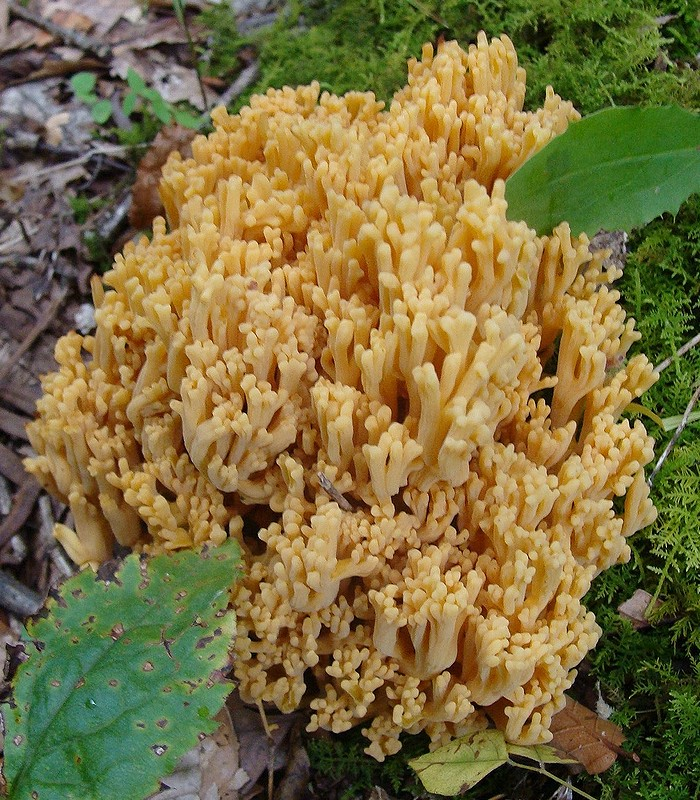
キホウキタケ（ラッパタケ科ホウキタケ属）

    - ラッパタケ科 Gomphaceae - オオムラサキアンズタケ属、ウスタケ属、ガウティエラ属、ファエオクラブリナ属、ホウキタケ属、ラッパタケ属など

  - スッポンタケ目 Phallales
    - アカカゴタケ科 Clathraceae - アカカゴタケ属、イカタケ属、カゴタケ属、カニノツメ属、サンコタケ属など
    - ツマミタケ科 Lysuraceae - ツマミタケ属
    - スッポンタケ科 Phallaceae - キツネノソウソク属、スッポンタケ属など
    - プロトファルス科 Protophallaceae - シラタマタケ属、ニカワショウロ属

  - キクラゲ目 Auriculariales
    - キクラゲ科 Auriculariaceae - キクラゲ属、ニカワジョウゴタケ属、ニカワハリタケ属、ヒメキクラゲ属など

  - アンズタケ目 Cantharellales
    - カレエダタケ科 Clavulinaceae - カレエダタケ属、シラウオタケ属など
    - ハリタケ科 Hydnaceae - アンズタケ属、カノシタ属など

  - コウヤクタケ目 Corticiales
    - コウヤクタケ科 Corticiaceae - コウヤクタケ属、ヒビコウヤクタケ属、シロペンキタケ属など

  - キカイガラタケ目 Gloeophyllales
    - キカイガラタケ科 Gloeophyllaceae - キカイガラタケ属、マツオウジ属など

  - タバコウロコタケ目 Hymenochaetales
    - タバコウロコタケ科 Hymenochaetaceae - オツネンタケ属、カワウソタケ属、キコブタケ属、シリンドロスポルス属、タバコウロコタケ属、ツヤナシマンネンタケ属、ネオメンスラリア属、ヒメカイメンタケ属など
    - ヒナノヒガサ科 Rickenellaceae - シロウロコタケ属、ヒナノガサ属、ムラサキナギナタタケ属、レペトバシディウム属など

  - タマチョレイタケ目 Polyporales サルノコシカケ科のキノコ

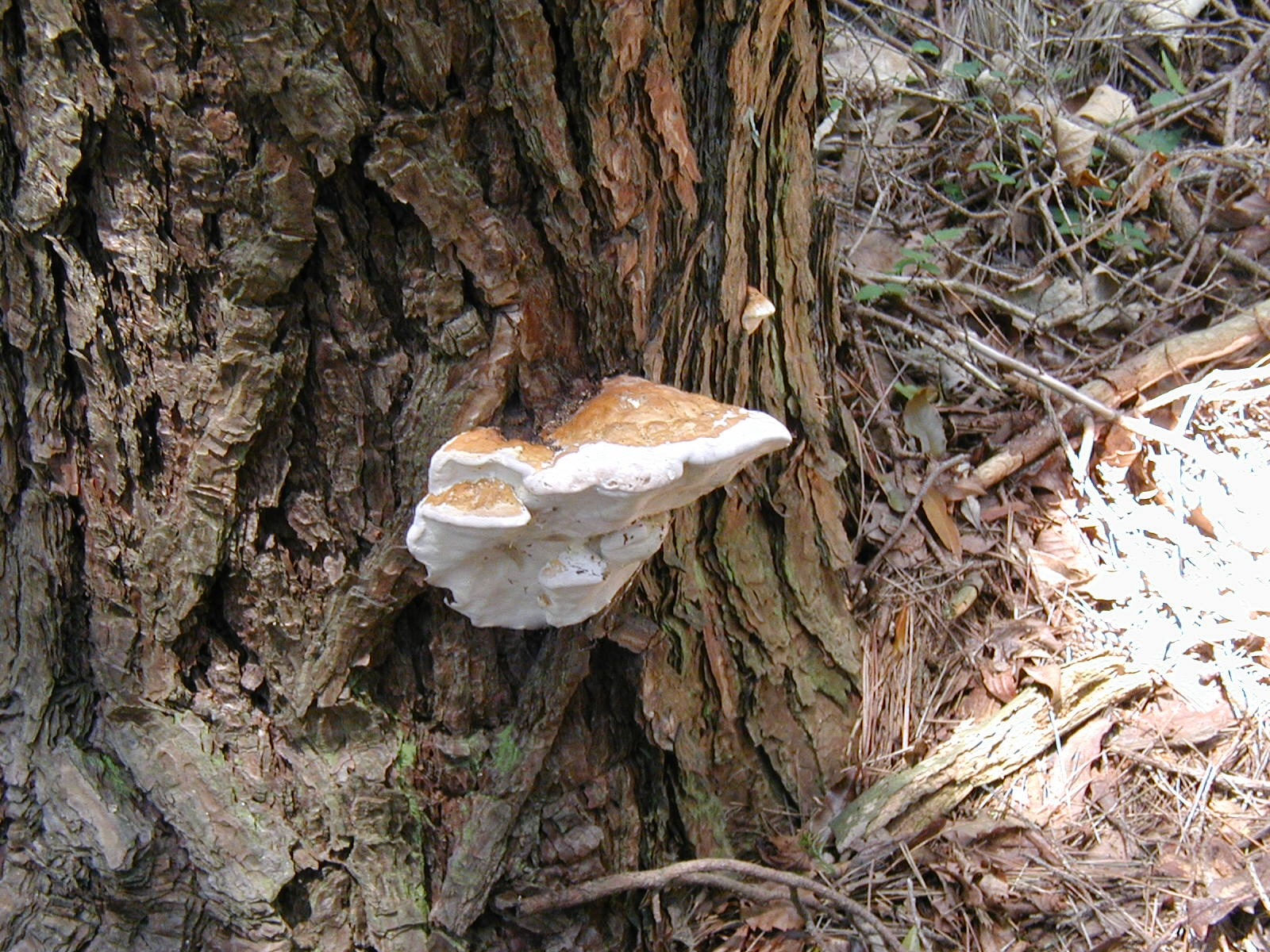
サルノコシカケ科のキノコ

    - マクカワタケ科 Phanerochaetaceae - アイコウヤクタケ属、カミカワタケ属、マクカワタケ属など
    - シワタケ科 Meruliaceae - エゾハリタケ属、シワウロコタケ属、ニクウチワタケ属など
    - ミダレアミタケ科 cerrenaceae - サガリハリタケ属、ミダレアミタケ属など
    - ニクハリタケ科 Steccherinaceae - ブドウタケ属、ニクイロアナタケ属、ニクハリタケ属など
    - ハナビラタケ科 Sparassidaceae - ハナビラタケ属など
    - マイタケ科 Grifolaceae - マイタケ属
    - トンビマイタケ科 Meripilaceae - スルメタケ属、トンビマイタケ属など
    - カワキタケ科 Panaceae - カワキタケ属、フトウラスジタケ属
    - アイカワタケ科 Laetiporaceae - アイカワタケ属、カイメンタケ属、ブクリョウ属
    - ツガサルノコシカケ科 Fomitopsidaceae - カンバタケ属、クロサルノコシカケ属、ツガサルノコシカケ属、ニクアミタケ属、ヒメシロアミタケ属、ホウロクタケ属など
    - サルノコシカケ科（タマチョレイタケ科）Polyporaceae - ウチワタケ属、オオスルメタケ属、カイガラタケ属、キンイロアナタケ属、ケガワタケ属、コマタケ属、シュタケ属、シロアミタケ属、タマチョレイタケ属、チャミダレアミタケ属、ツリガネタケ属、ハチノスタケ属、ヒトクチタケ属、マンネンタケ属など

  - ベニタケ目 Russulales アイタケ（ベニタケ科ベニタケ属）

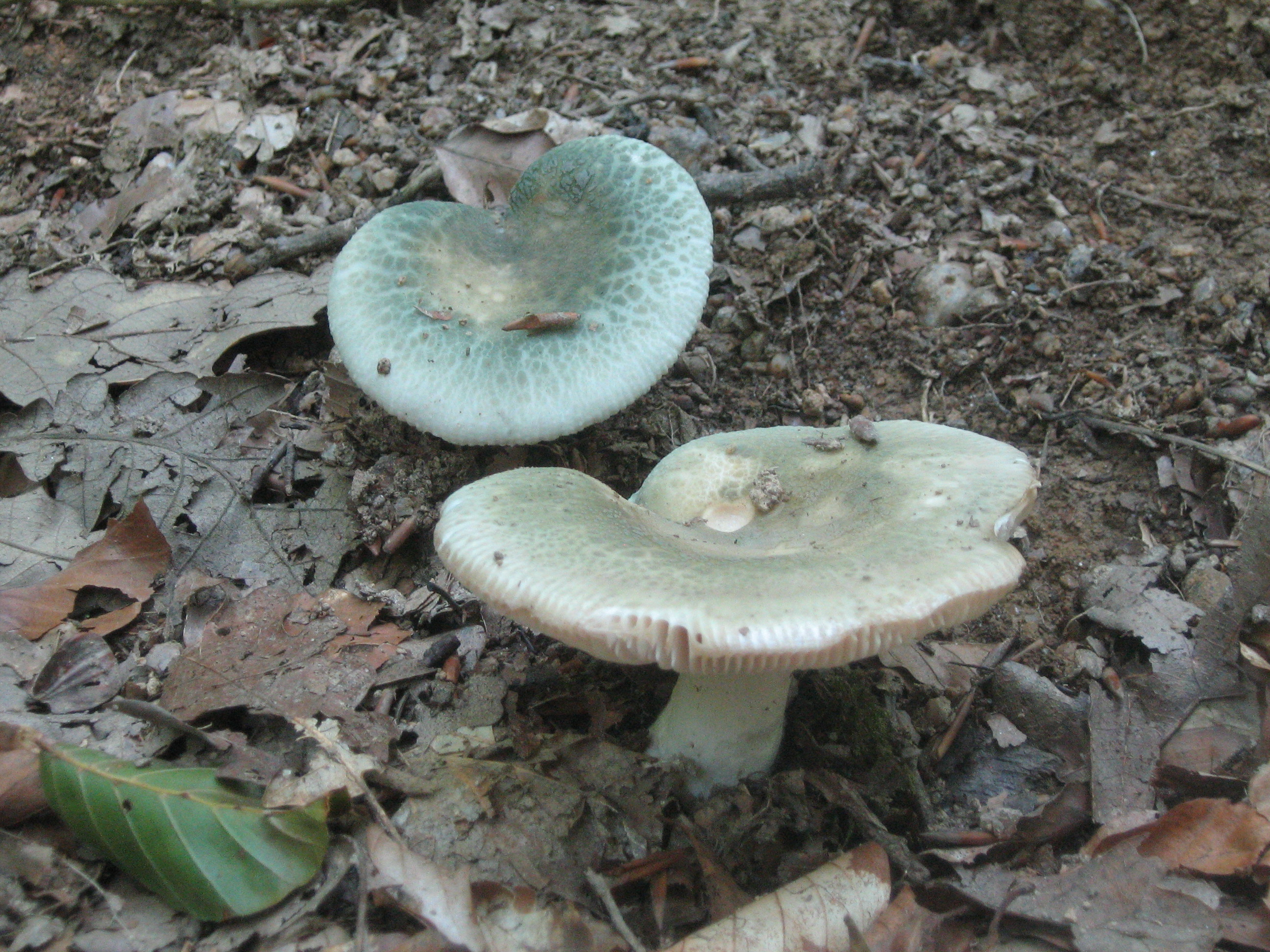
アイタケ（ベニタケ科ベニタケ属）

    - ベニタケ科 Russulaceae - カラハツタケ属、チチタケ属、ベニタケ属、ボイディニア属など
    - ウロコタケ科 Stereaceae - ウロコタケ属、カタウロコタケ属、アカコウヤクチタケ属など
    - マンネンハリタケ科 Echinodontiaceae - マンネンハリタケ属、シブカワタケ属など
    - サンゴハリタケ科 Hericiaceae - ウラジロウロコタケ属、サンゴハリタケ属、ハナレハリタケ属など
    - マツカサタケ科 Auriscalpiaceae - フサヒメホウキタケ属、マツカサタケ属、ミミナミハタケ属など
    - ニンギョウタケモドキ科 Albatrellaceae - コウモリタケ属、センニンタケ属、ニンギョウタケモドキ属、ヌメリアイタケ属など
    - ミヤマトンビマイタケ科 Bondarzewiaceae - カサウロコタケ属、ノリミアナタケ属、ミヤマトンビマイタケ属など

  - ハナウロコタケ目 Stereopsidales
    - ハナウロコタケ科 Stereopsidaceae - ハナウロコタケ属、クラブリキウム属

  - イボタケ目 Thelephorales
    - マツバハリタケ科 Bankeraceae - クロカワ属、コウタケ属、ニオイハリタケ属など
    - イボタケ科 Thelephoraceae - イボタケ属、カラスタケ属、クロハリタケ属など

## キノコを模した食品
シャンピニオン、シャンピニヨン
フランス語の champignon はキノコの意味だが、キノコの形をしたケーキ、焼き菓子をも指す。各洋菓子店オリジナルのものも多い。
松露饅頭
小豆餡を小麦粉の生地でくるんで焼いた丸い形の佐賀県銘菓。
松露
小豆餡を砂糖でくるんだ、松露のような形の和菓子。
きのこの山
明治製菓のキノコの形を模したチョコレート菓子。トリュフアイスクリーム味のホワイトチョコレートのものもある。
マツタケカマボコ
若いマツタケのような形をしたかまぼこ
マツタケガム
マツタケ香料を使ったチューインガムがある。
松茸の味お吸い物
永谷園
紅茶キノコ
酢酸菌
ヨーグルトきのこ（ケフィア）
乳酸菌と酵母